# Razzismo negli Stati Uniti d'America

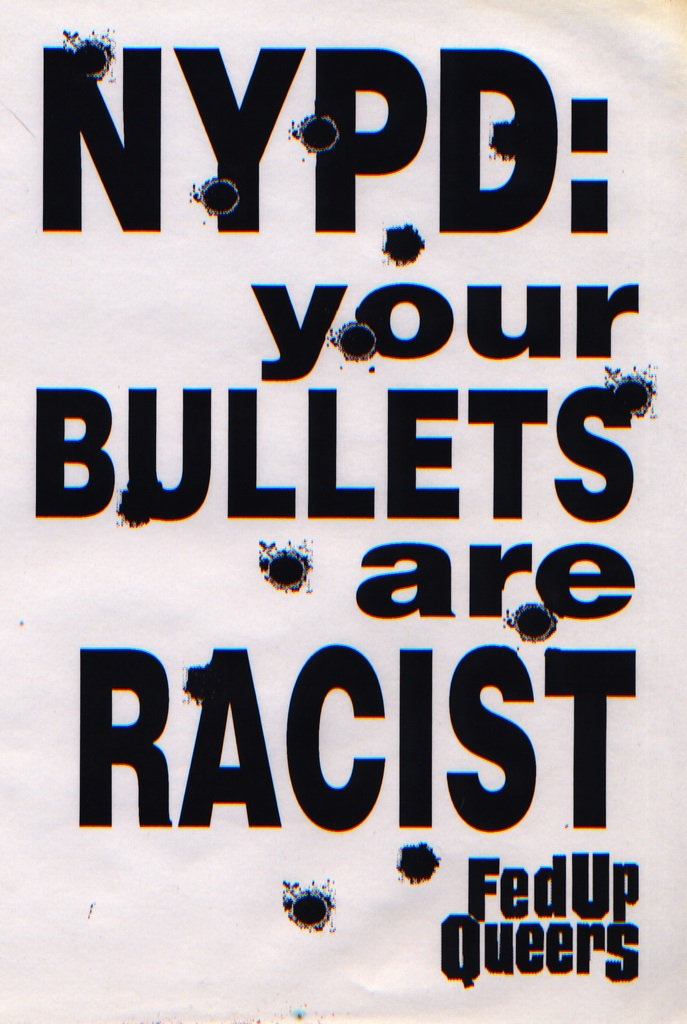
"I vostri proiettili sono razzisti". Autoadesivo dei "Fed Up Queers" creato dopo l'omicidio di Amadou Diallo.

Il razzismo negli Stati Uniti d'America rappresenta un fenomeno storico presente fin dall'epoca coloniale. I privilegi e i diritti sanzionati legalmente o socialmente furono largamente dati ai bianchi americani, ma negati ai nativi americani, agli afroamericani, agli asioamericani e agli ispanici latinoamericani. Agli statunitensi di origine europea, in particolare ai ricchi protestanti anglosassoni, vennero concessi privilegi esclusivi in materia d'istruzione, immigrazione, diritto di voto, cittadinanza, acquisizione dei terreni e procedimenti penali per un lasso di tempo che va dal XVII secolo fino agli anni sessanta del XX secolo.
Tuttavia, anche gli immigrati non protestanti provenienti dal continente europeo, in particolare i cittadini irlandesi, polacchi e italiani subirono, all'interno della società statunitense, un'emarginazione xenofoba ed altre forme di discriminazione basate sull'etnia e, almeno fino ad un certo periodo, non vennero neppure considerati come degli "autentici bianchi".
Inoltre, i gruppi originari del Medio Oriente, come gli Ebrei e gli Arabi, hanno dovuto affrontare anch'essi una più o meno continua situazione discriminatoria; come diretta conseguenza di ciò, alcune persone appartenenti a queste comunità non identificano sé stesse come "bianchi statunitensi". Anche coloro che provengono dall'Asia orientale e dall'Asia meridionale sono stati costretti ad affrontare il problema costituito dal pregiudizio razzista.
Le principali istituzioni razziali etnicamente strutturate includono la schiavitù, la segregazione razziale, le cosiddette guerre indiane, le riserve indiane, la segregazione scolastica, le legislazioni sull'immigrazione e la naturalizzazione e i campi d'internamento durante la seconda guerra mondiale: l'internamento dei giapponesi, dei tedeschi e degli italiani.
Almeno formalmente, la discriminazione razziale è stata abolita a partire dalla metà del XX secolo e, con il trascorrere del tempo, è stata sempre più percepita come socialmente inaccettabile e/o moralmente ripugnante. La politica di stampo razziale rimane tuttavia un fenomeno di ampia portata ed il razzismo implicito continua ancora ai giorni nostri a riflettersi nelle ampie disparità e disuguaglianze socioeconomiche, fino a giungere a forme più moderne e prevalentemente indirette di "razzismo simbolico". Un'ampia stratificazione sociale su base razziale continua a manifestarsi nell'ambito occupazionale ed in campo salariale, nella ricerca dell'alloggio, nell'istruzione e nella formazione professionale, nella concessione di prestiti e mutui e finanche in campo governativo.
Secondo l'US Human Rights Network, un'organizzazione che concentra la propria attenzione sul rispetto dei diritti civili e che collabora con le organizzazioni per i diritti umani "la discriminazione negli Stati Uniti permea tutti gli aspetti della vita e si estende a tutte le comunità di minoranza".
Mentre la natura dei punti di vista degli statunitensi medi si è molto modificata nel corso degli ultimi decenni, le indagini condotte da parte di associazioni indipendenti - oltre che dalla stessa ABC News - hanno scoperto che, anche recentemente, ampi strati di popolazione si riconosce nelle più comuni opinioni discriminatorie. Nel 2007 uno studio ha rilevato che una persona su dieci ammetteva di avere pregiudizi contro gli ispanici e sudamericani, mentre una su quattro manteneva forti giudizi negativi contro gli arabi in generale.

## Afroamericani

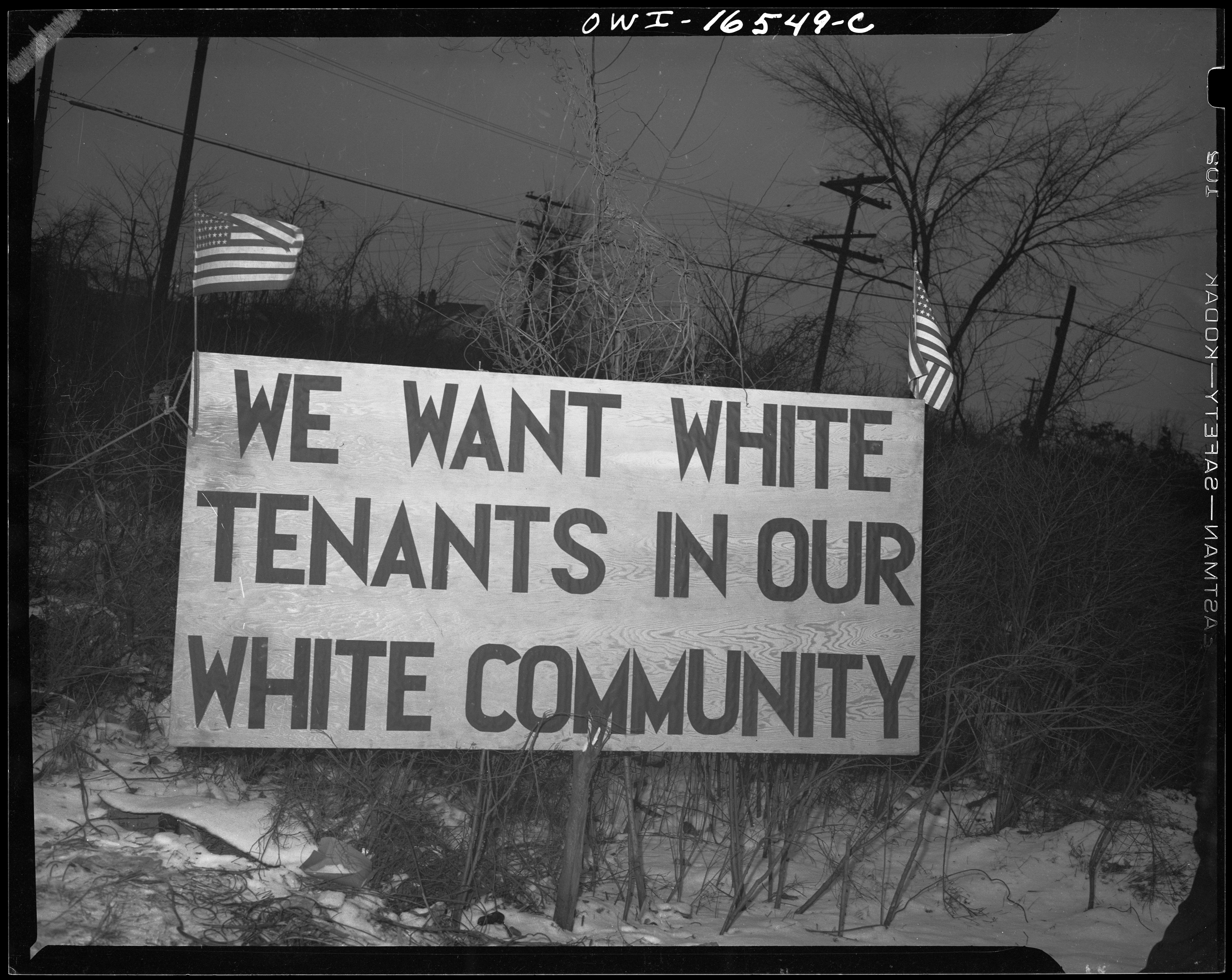
Gli inquilini bianchi che cercano di impedire che i neri si stanzino nel progetto immobiliare dedicato a Sojourner Truth hanno eretto questo cartello. Detroit, 1942.

### Pre-guerra civile

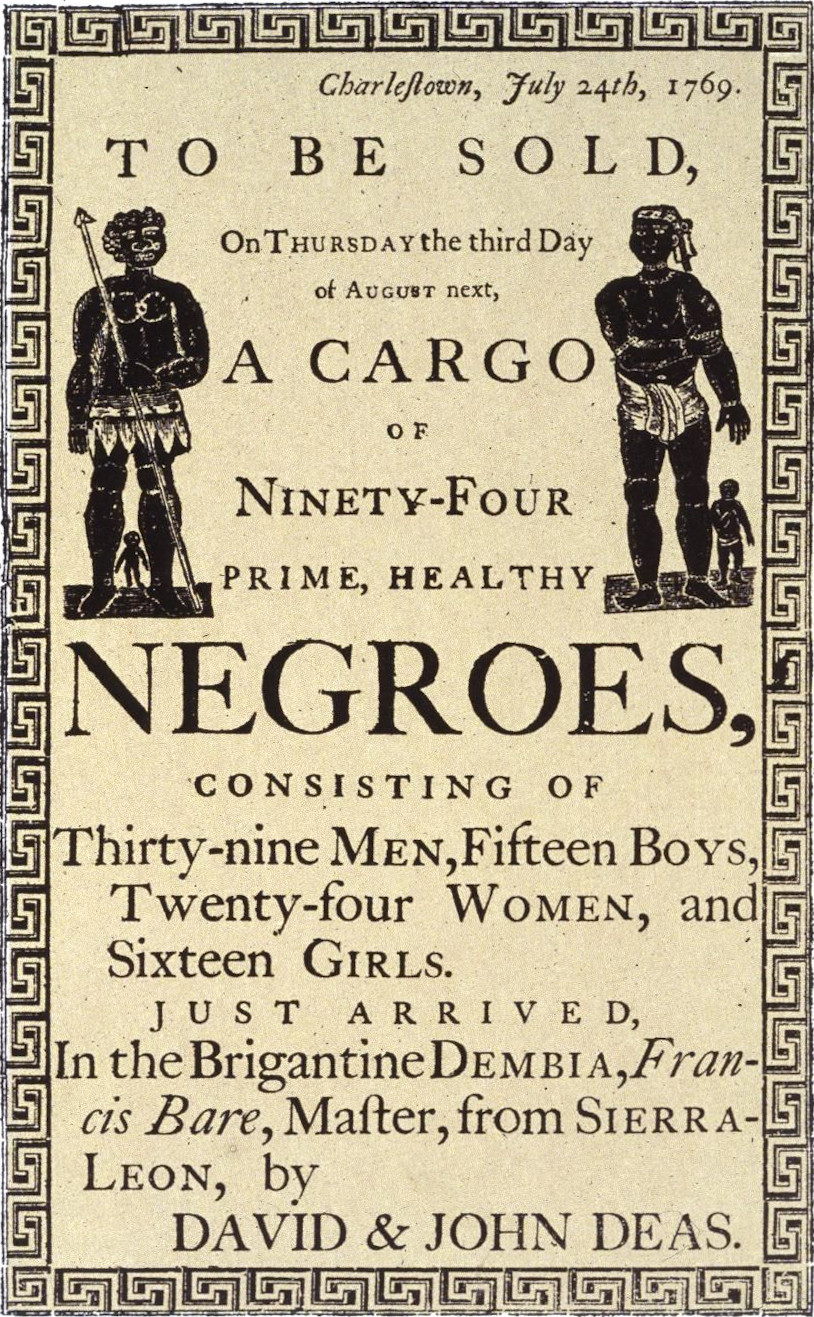
Riproduzione di un volantino che pubblicizza un'asta di schiavi a Charleston (Carolina del Sud) nel 1769.

#### Tratta schiavista atlantica
Durante la Storia degli Stati Uniti d'America, ancor prima che lo schiavismo divenisse completamente strutturato su basi razziali, gli schiavi di origine africana vennero utilizzati a fianco dei bianchi ridotti in schiavitù per servitù debitoria, solitamente vincolati alla condizione servile da contratti con una scadenza determinata e in gran parte firmati per pagare le spese di trasferimento nel Nuovo Mondo. Alla loro scadenza gli europei sopravvissuti recuperarono la libertà, non era invece previsto che i neri potessero recuperarla dopo un certo periodo di tempo.
L'utilizzo degli europei per il lavoro di fatica si dimostrò nel tempo insostenibilmente costoso nonché dannoso per la fornitura di occupazione nei paesi di origine. Tuttavia gli schiavi africani erano "disponibili in gran numero a prezzi che resero le aziende agricole delle piantagioni nelle Americhe assai floride".
A seguito di una serie di rivolte che coinvolsero questo tipo di coloni però si arrivò a fare a meno degli schiavi bianchi, riservando la schiavitù alle persone di origine africana le quali non potevano contare, a differenza dei bianchi, su solidarietà religiose e etniche da parte dei componenti liberi della società bianca dominante. In questo modo "razza" e condizione sociale vennero a coincidere in una maniera tale che ancor oggi negli Stati Uniti d'America è difficile separare i due concetti.

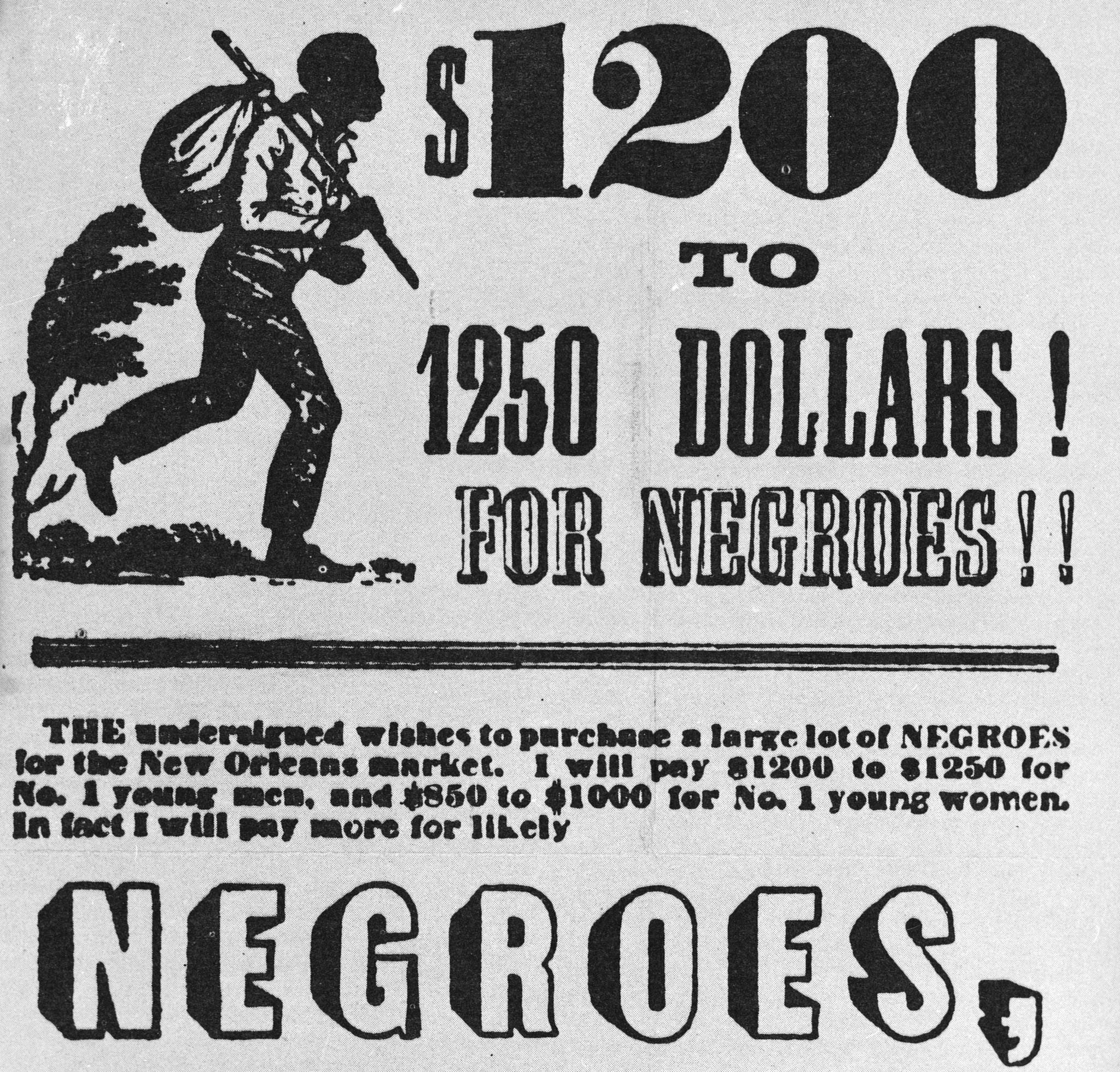
Pubblicità di un commerciante di schiavi che offre vari importi a Lexington (Kentucky), 1853

Mentre l'esistenza della schiavitù è probabilmente la radice delle successive concettualizzazioni razziali sugli afroamericani, le origini della stessa ebbero una forte base economica. Tra l'élite europea la quale strutturò la politica nazionale per tutta l'era del sistema di scambio schiavista attraverso l'Oceano Atlantico esistette un'ideologia popolare denominata mercantilismo, la convinzione cioè che le attività politiche dovessero essere centrate sul potere militare e la ricchezza economica. Le colonie furono fonti di ricchezza minerale e di colture, da utilizzare essenzialmente per il vantaggio della madrepatria.
Si è anche sostenuto che, insieme ai motivi economici alla base della schiavitù nelle Americhe, gli schemi di netta distinzione sociale del mondo europeo svolsero un ruolo importante nella schiavizzazione degli africani. Secondo questa opinione il gruppo europeo per comportamenti e condotta umana includeva l'intero continente europeo, mentre le culture africane e native americane ebbero una definizione più localizzata di appartenenza.

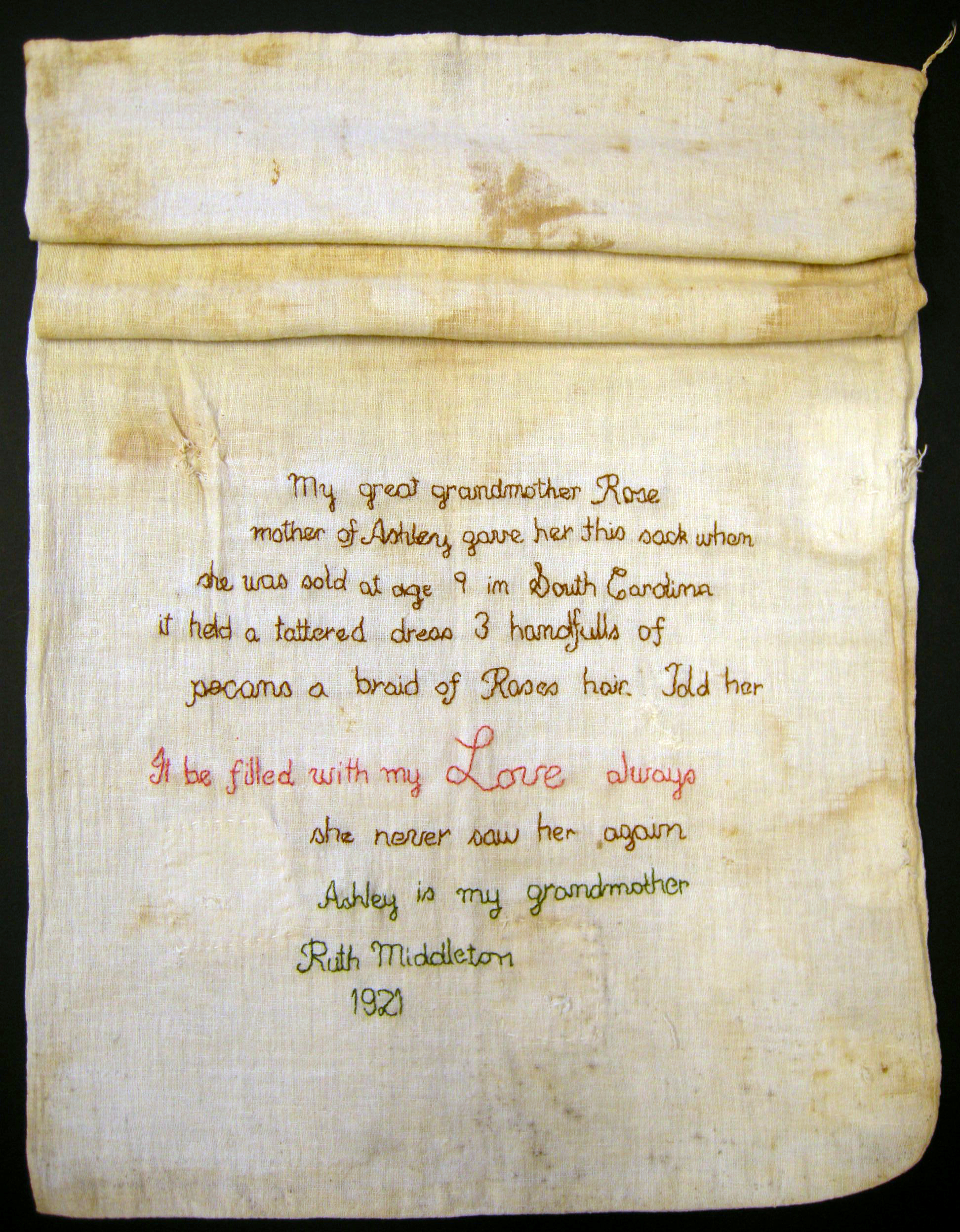
L'"Ashley Sack" è un panno che testimonia di una vendita di schiavi che separa una madre da sua figlia. Il sacco apparteneva a una bambina di nove anni di nome Ashley, un regalo di separazione di sua madre, Rose, dopo che Ashley era stata venduta. Rose riempì il sacco con un vestito, una treccia di capelli, un nocciolo e la dedica al "il mio amore per sempre". È stato rinvenuto a Nashville (Tennessee).

Mentre nessuno schema sociale ha una superiorità intrinseca di per sé il vantaggio tecnologico europeo diventò una risorsa per diffondere la convinzione che giustificava i loro schemi, che i non europei avrebbero cioè potuto benissimo essere ridotti in uno stato di schiavitù. Con la capacità di diffondere la loro rappresentazione schematica del mondo gli europei poterono imporre il proprio contratto sociale, permettendo moralmente tre secoli di schiavitù africana. Mentre la disintegrazione di un tale contratto socialmente accettato fino ad allora verso la fine del XVIII secolo portò alle prime legislazioni abolizioniste, la rimozione degli ostacoli allo "status di membri effettivi della comunità" è un processo molto lento, non ancora completamente compiuto fino a tempi recenti.
Di conseguenza il commercio degli schiavi atlantici prosperò. Secondo le stime del "Trans-Atlantic Slave Trade Database" tra il 1626 e il 1860 più di 470.000 schiavi vennero forzatamente trasportati dall'Africa oltreoceano.
Subito dopo la Dichiarazione d'indipendenza degli Stati Uniti d'America proclamata nel 1776 le prime leggi del 1790 sulla naturalizzazione garantirono la cittadinanza solo alle "persone bianche libere", il che significava generalmente che venne concessa solo a coloro che erano di origini anglosassoni.
Prima della guerra civile otto presidenti degli Stati Uniti d'America furono proprietari di schiavi, una pratica protetta dalla Costituzione degli Stati Uniti d'America. Fornire ricchezza per l'élite bianca, questo fu il compito della schiavitù; prima della guerra civile circa una famiglia meridionale su quattro possedette schiavi. Secondo il Censimento degli Stati Uniti d'America del 1860 vi erano circa 385.000 proprietari di schiavi su una popolazione bianca totale nel profondo Sud di circa 7 milioni (compresi donne e bambini).

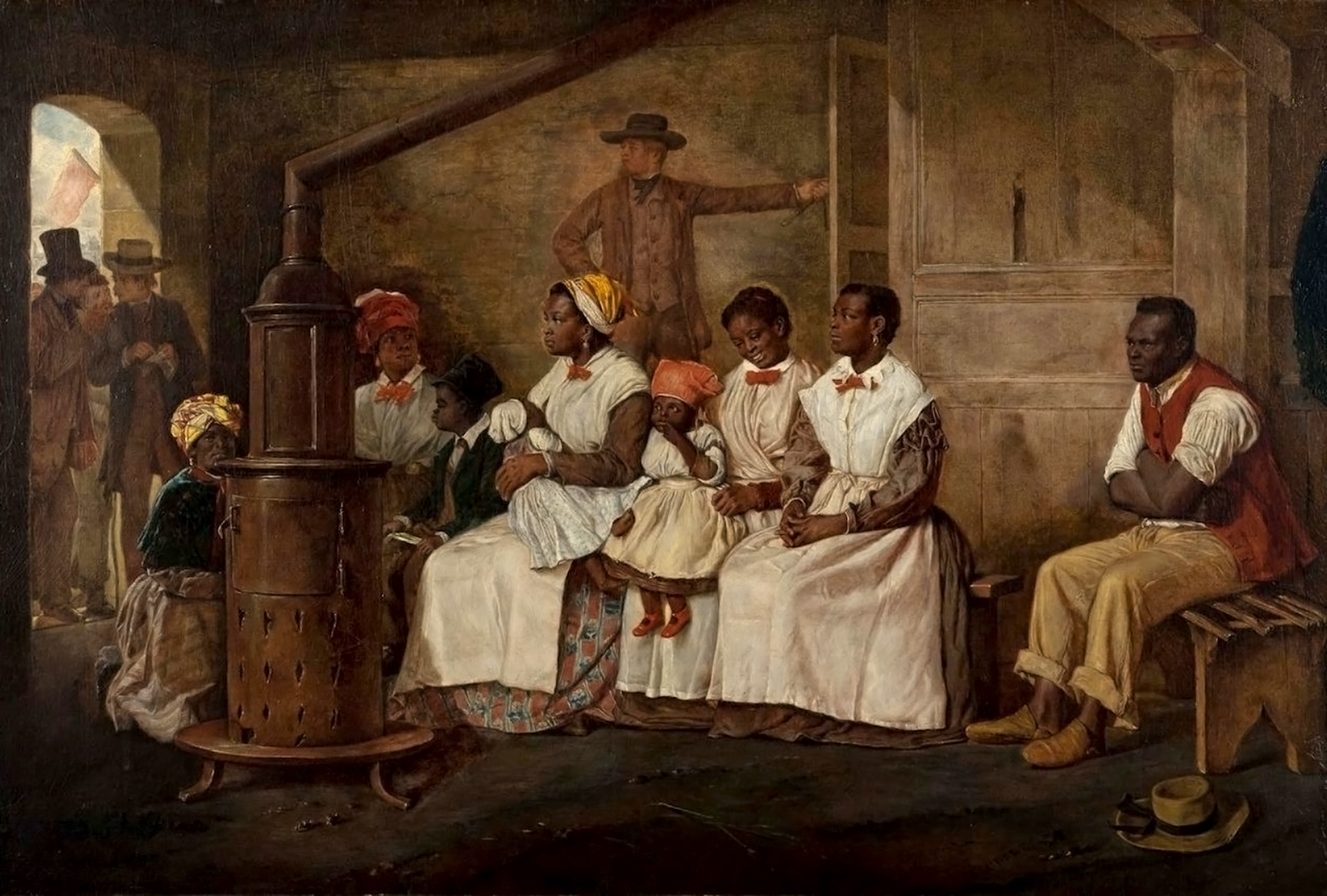
"Slaves Waiting for Sale: Richmond (Virginia)". Dipinto di Eyre Crowe (1861).

#### Passi verso l'abolizione della schiavitù
Già nella prima metà del XIX secolo furono costituite varie organizzazioni di sostegno agli schiavi, fino ad aiutarli a migrare in direzione di luoghi dove godere di una maggiore libertà; alcune approvarono la colonizzazione di nuovi territori, mentre altre sostennero l'emigrazione totale. Durante gli anni 1820 e 1830 l'American Colonization Society rappresentò il veicolo principale per le proposte di restituire agli afroamericani una maggiore libertà e parità in Africa e nel 1821 giunse a fondare la colonia della Liberia, aiutando migliaia di ex schiavi e neri liberi (con limiti regolamentati) a trasferirvisi.
Lo sforzo di colonizzazione nacque da una miscela di motivi, con il suo fondatore Henry Clay il quale affermò: "i pregiudizi inimmaginabili derivanti dal loro colore della pelle umana non avrebbero mai permesso l'integrazione con i bianchi liberi di questo paese. Era auspicabile, perciò, nel massimo rispetto dovuto loro, rimpatriare tutta la popolazione nera".

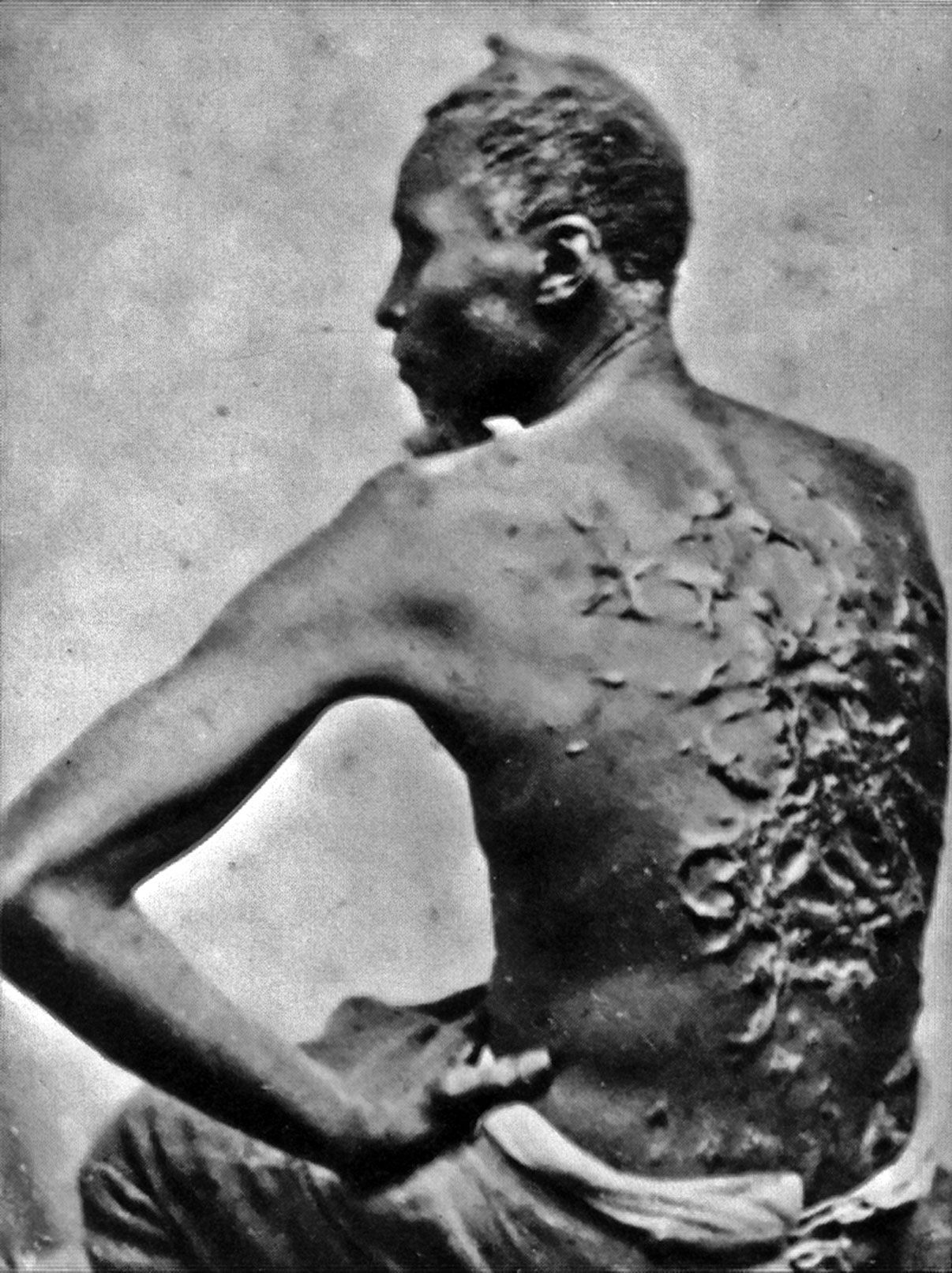
Le cicatrici di Gordon, uno schiavo punito con flagellazione il 2 aprile del 1863 a Baton Rouge in Louisiana.

Sebbene nel 1820 il commercio degli schiavi atlantici (intesi come "beni mobili") fosse stato equiparato alla pirateria, pertanto punibile con la pena di morte, la pratica continuò a resistere per tutto il successivo mezzo secolo. La compravendita interna rimase un'attività economica importante che durò fino agli anni 1860. I membri della famiglia degli schiavi sarebbero stati divisi per non vedersi mai più. Tra il 1830 e il 1840 quasi 250.000 schiavi furono assunti attraverso imprese statali. Negli anni 1850 in più di 193.000 furono scambiati e gli storici stimano che quasi un milione di persone abbiano dovuto partecipare a questa migrazione forzata.
Lo storico Ira Berlin ha battezzato questa migrazione forzata degli schiavi il "Second Middle Passage", perché riprodusse molti degli stessi orrori del "Passaggio intermedio" (il nome dato al trasporto di schiavi dall'Africa all'America del Nord). Le compravendite di schiavi distrussero totalmente molte famiglie; gli schiavi vennero sradicati direttamente o vissero nella paura che loro o le proprie famiglie potessero essere spostate involontariamente: "la deportazione massiccia traumatizzava i neri".
Gli individui perdettero in tal maniera la connessione con le famiglie e i clan di appartenenza. Aggiunto ai primi coloni che mischiarono schiavi originari da diverse tribù, molti africani etnici persero la conoscenza delle diverse origini tribali africane. La maggior parte di loro discende oggi da famiglie che rimasero deportate negli Stati Uniti d'America per molte generazioni.
Venuta meno l'utilità economica dello schiavismo nelle regioni maggiormente industrializzate degli Stati Uniti nord-orientali tutti gli schiavi presenti nelle aree degli Stati Confederati d'America che non erano sotto il controllo diretto del governo federale vennero dichiarati liberi attraverso il Proclama di emancipazione emanato il 1º gennaio del 1863 dal presidente degli Stati Uniti d'America (esponente del partito Repubblicano Abraham Lincoln.
Mentre egli si oppose personalmente alla schiavitù, ritenne però che la Costituzione degli Stati Uniti d'America non desse al Congresso degli Stati Uniti d'America il potere di porvi fine, affermando nel suo primo discorso d'insediamento che «non aveva alcuna obiezione a questo fatto manifesto e inappellabile» tramite l'"emendamento Corwin". Sui diritti sociali e politici per i neri Lincoln dichiarò: "io non sono né ho mai voluto assegnare il diritto di voto o creare Grand jury di negri, né qualificarli a tenere un qualsiasi ufficio pubblico, né di interagire con i bianchi attraverso il matrimonio interrazziale, tanto quanto me qualunque uomo è a favore della posizione superiore assegnata alla razza bianca". Il proclama non si applicò pertanto alle aree lealiste o controllate dall'Unione.
I maggiori territori agricoli del profondo Sud si coalizzarono negli Stati Confederati d'America a difesa della schiavitù dando inizio alla guerra di secessione americana. L'abolizionismo negli Stati Uniti d'America fu reso esecutivo nell'intera federazione con la sconfitta dei sudisti e l'approvazione del XIII emendamento della Costituzione degli Stati Uniti d'America, dichiarato ratificato il 6 dicembre 1865.
Circa quattro milioni di schiavi neri furono liberati nel 1865. Il 95% di loro viveva nel Sud e comprendevano un terzo dell'intera popolazione colà residente, in contrapposizione all'1% presente nei territori del Nord. Conseguentemente i timori di un'eventuale emancipazione erano molto alti al Sud rispetto che al Nord. Sulla base dei dati del censimento degli Stati Uniti d'America del 1860 l'8% dei maschi tra i 13 e i 43 anni morì nel corso della guerra civile, il 6% nel Nord e il 18% nel Sud.

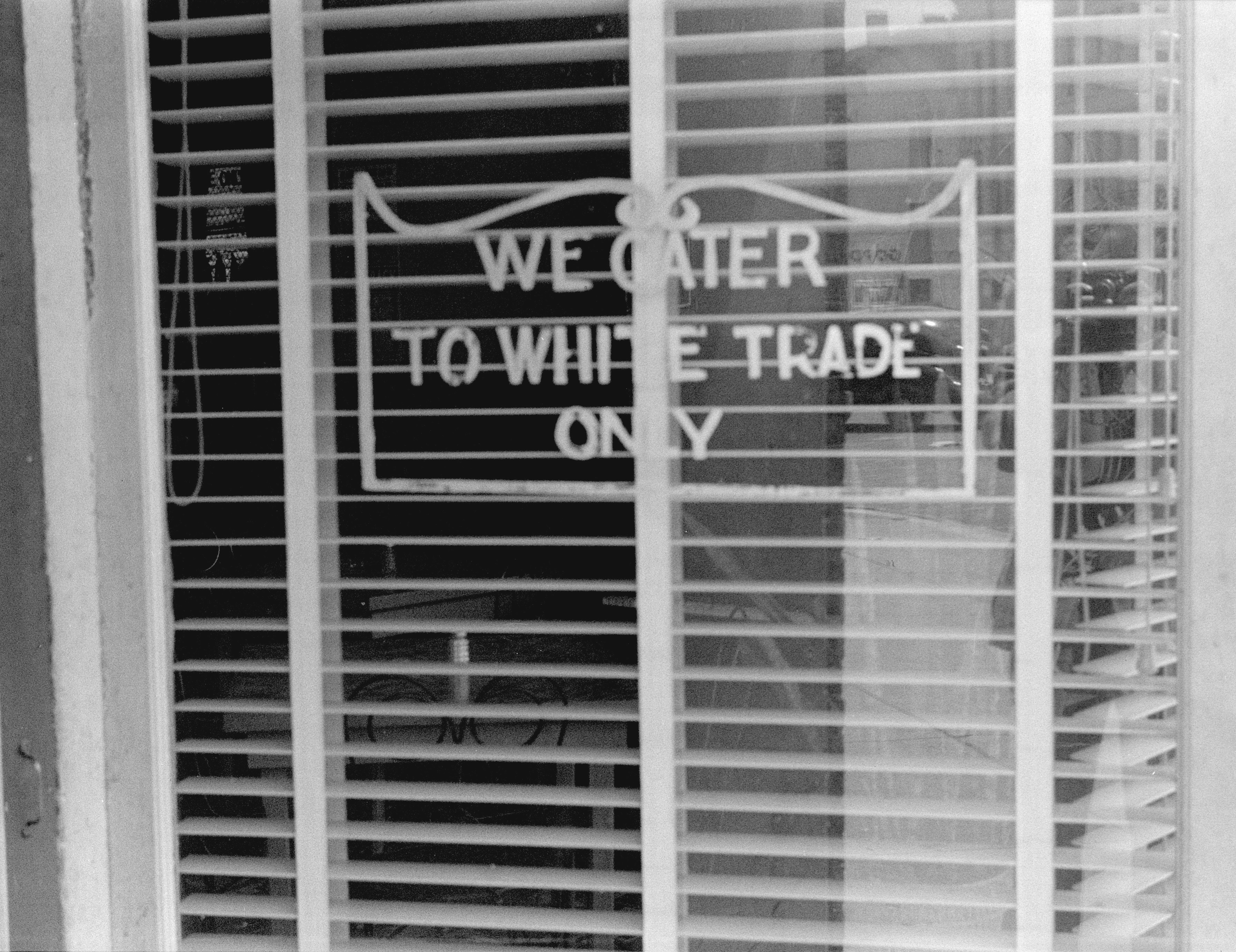
"We Cater to White Trade Only", cartello sulla finestra di un ristorante a Lancaster (Ohio) nel 1938. Nel 1964 Martin Luther King è stato arrestato e ha trascorso una notte in carcere per aver tentato di mangiare in un ristorante "solo per bianchi" a St. Augustine (Florida).

### Dall'era della Ricostruzione alla seconda guerra mondiale

#### Era della Ricostruzione
Il Congresso approvò il Civil Rights Act (1866) la quale ampliò per la prima volta una serie di diritti civili a tutte le persone nate statunitensi. Nonostante questo l'emergere di "Black Codes" sancirono e autorizzarono gli atti di sottomissione contro i neri, continuando in tal modo ad impedire agli afroamericani di godere dei diritti civili. L'atto di naturalizzazione del 1790 limitò la cittadinanza statunitense ai soli bianchi, mentre nel 1868 fu accentuato lo sforzo verso i diritti civili con il XIV emendamento della Costituzione degli Stati Uniti d'America il quale concesse la cittadinanza ai neri.
Seguì il Civil Rights Act (1875), con l'eliminazione di una decisione che minava il potere federale nel suo tentativo di contrastare la discriminazione razziale privata. Tuttavia l'ultimo degli emendamenti dell'era della Ricostruzione, il XV emendamento della Costituzione degli Stati Uniti d'America concesse il diritto di voto agli uomini neri (fino ad allora solo gli uomini bianchi proprietari avrebbero potuto votare) e grazie a questi sforzi federali cumulati gli afroamericani cominciarono a trarre un qualche vantaggio dall'affrancamento.
Gli afroamericani iniziarono a votare, cercando posizioni ufficiali, utilizzando l'istruzione pubblica. Ma l'abolizione dell'istituzione schiavistica contribuì tuttavia a rafforzare e istituzionalizzare l'ideologia razzista e, a partire dagli anni 1870, con l'affermazione sempre maggiore delle teorie del cosiddetto «razzismo scientifico» la quasi totalità degli Stati Uniti meridionali introdusse legislazioni che favorirono la segregazione razziale negli Stati Uniti d'America.
Alla fine della Ricostruzione i suprematisti bianchi violenti giunsero al potere attraverso organizzazioni paramilitari come le "Red Shirts" e la "White League" ed arrivarono ad imporre le cosiddette Leggi Jim Crow - tra cui le Leggi contro la mescolanza razziale negli Stati Uniti d'America, cioè la proibizione del matrimonio interrazziale e della mescolanza razziale - le quali privarono gli afroamericani del diritto di voto e istituirono politiche discriminatorie sistematiche di disuguaglianza; ebbe così inizio il fenomeno istituzionalizzato della segregazione razziale (durata fino alla metà degli anni sessanta del XX secolo).
La segregazione, iniziata con la schiavitù, pertanto continuò con cartelli usati per mostrare dove i neri potessero leggere, parlare, bere, riposare o mangiare. In quei luoghi i non bianchi dovevano in ogni caso attendere che tutti i clienti bianchi venissero serviti prima di loro. Le strutture segregate si estesero dalle scuole solo per bianchi fino ai cimiteri riservati ai bianchi.

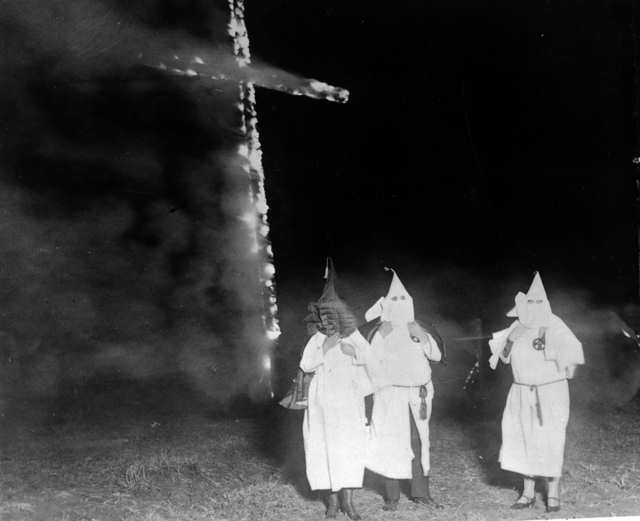
I membri del Ku Klux Klan utilizzano per terrorizzare le loro vittime la croce infuocata, simbolo dell'identità cristiana da loro rivendicata

#### Era post-Ricostruzione
Il nuovo secolo vide un rafforzamento del razzismo istituzionalizzato e della discriminazione legale nei confronti dei cittadini di origine africana. Durante tutto questo periodo di forti tensioni civili la stratificazione sociale su base razziale venne impegnata informalmente e sistematicamente, con l'intento esplicito di solidificare l'ordine sociale preesistente. Anche se tecnicamente in grado di votare, la Capitazione ("Poll Tax"), gli atti terroristici pervasivi come il linciaggio negli Stati Uniti d'America (spesso perpetrati da gruppi come il rinato Ku Klux Klan, fondato originariamente a Pulaski) e leggi discriminatorie come la "clausole d'anteriorità" tennero la stragrande maggioranza dei neri (e anche molti bianchi poveri) al di fuori di ogni possibilità d'intraprendere carriere nell'amministrazione pubblica o di far parte di giurie popolari.
Inoltre la discriminazione si estese alla legislazione statale la quale "assegnò un sostegno finanziario notevolmente disuguale" alle scuole nere e bianche. Oltre a ciò i funzionari di Contea talvolta ridistribuirono le risorse destinate ai neri alle scuole bianche, minando ulteriormente le opportunità educative. In risposta al razzismo de iure nel 1909 cominciarono ad emergere gruppi di pressione e di contestazione, in particolare la National Association for the Advancement of Colored People.

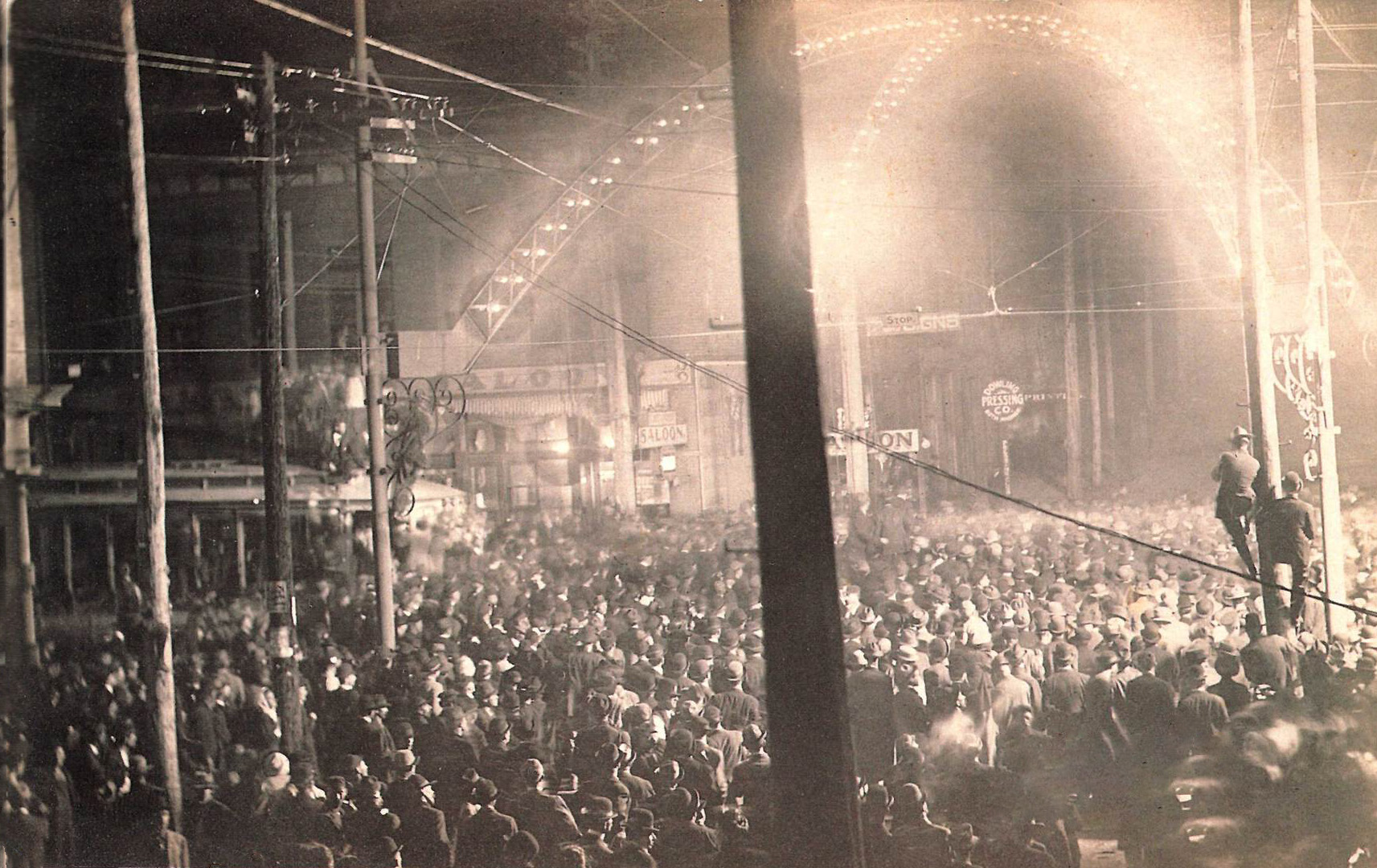
Il linciaggio di massa di Will James avvenuto a Cairo nel 1909. Una massa composta da 10.000 bianchi americani assistette allo "spettacolo".

Questo periodo viene talvolta definito come il nadir delle relazioni razziali americane in quanto il razzismo, la segregazione, la discriminazione razziale e le espressioni suprematiste di potere bianco aumentarono notevolmente. Esplosero violenze anti-nero, tra cui i disordini razziali come quelli di Atlanta nel 1906 e il massacro di Tulsa nel 1921.
La rivolta di Atlanta fu descritta dal quotidiano francese Le Petit Journal come un "massacro razziale dei negri". Il The Post and Courier di Charleston scrissero a proposito della rivolta di Atlanta: "la separazione delle razze è l'unica soluzione radicale del problema negro in questo paese, non c'è niente di nuovo in questo: l'Onnipotente ha stabilito i limiti della coabitazione tra le razze, i negri sono stati portati qui dalla costrizione, dovrebbero ora essere indotti a lasciare la nazione con la forza della persuasione".

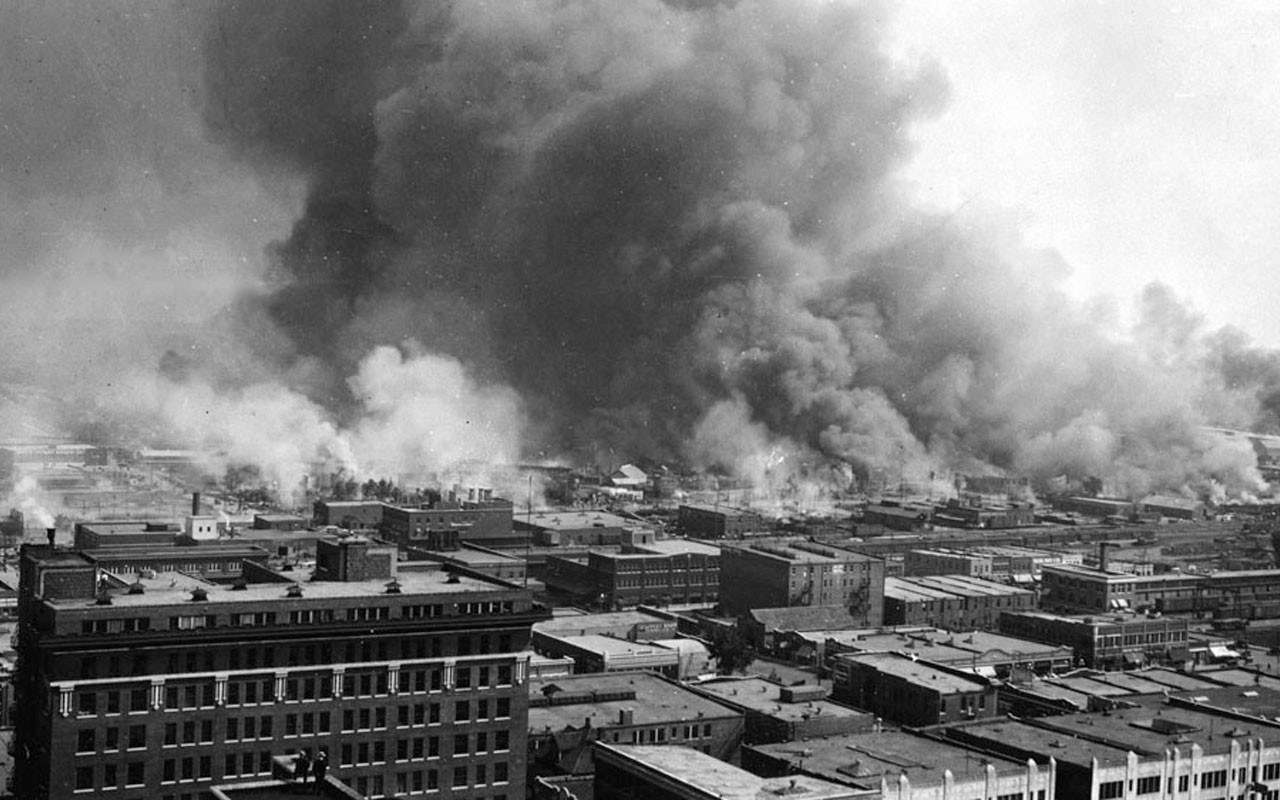
Nel corso del massacro di Tulsa (1921) migliaia di bianchi si accanirono contro la comunità nera, uccidendo uomini e donne, bruciando e saccheggiando negozi e case. Fino a 300 afroamericani sono stati massacrati.

#### La grande migrazione
Il razzismo, che era sempre stato considerato soprattutto come un problema negli Stati Uniti meridionali, esplose chiaramente nella coscienza nazionale dopo la grande migrazione afroamericana, il trasferimento di milioni di afroamericani dalle terre in cui avevano le loro radici negli Stati del Sud ai centri industriali del Nord dopo la prima guerra mondiale, in particolare in città come Boston, Chicago e New York (Harlem). All'interno del comprensorio urbano di Chicago per esempio tra il 1910 e il 1970 la percentuale degli afroamericani crebbe dal 2 al 32,7%.
I modelli demografici degli immigrati neri e delle condizioni economiche esterne sono ampiamente studiati per essere stati forti stimolanti per la Grande Migrazione. Ad esempio i neri migranti tra il 1910 e il 1920 ebbero più probabilità di essere maggiormente istruiti rispetto a quelli che rimasero nel Sud. I fattori di spinta economici svolsero notoriamente un ruolo nella migrazione, come l'emergere di un mercato del lavoro frazionato e la sventura agricola causata dall'infestazione della Coleoptera la quale distrusse praticamente l'intera economia del cotone.

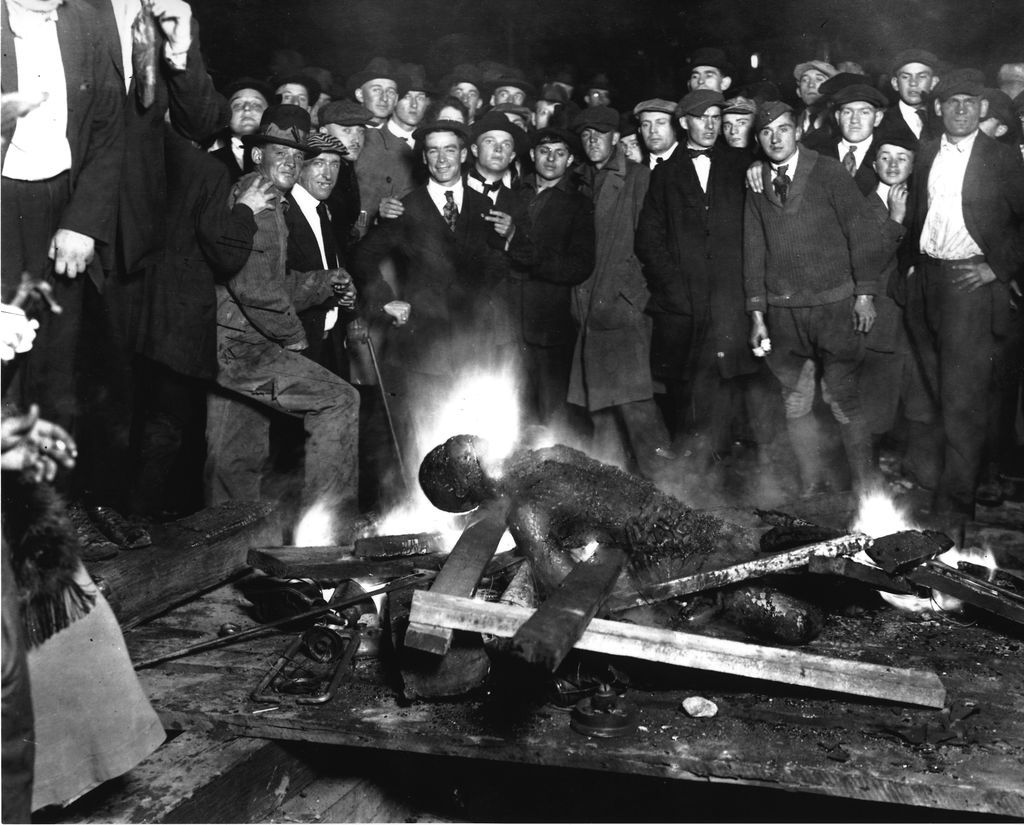
Un gruppo di uomini bianchi posa per una fotografia mentre si trovano attorno al cadavere carbonizzato di Will Brown dopo essere stato assassinato, mutilato e bruciato durante i disordini razziali di Omaha del 1919 in Nebraska. Le fotografie e le cartoline postali del linciaggio costituirono dei souvenir popolari in tutti gli Stati Uniti d'America.

I migranti meridionali furono spesso trattati secondo la stratificazione razziale preesistente. Il rapido afflusso di neri nel Nord disturbò l'equilibrio razziale nelle città, esacerbando l'ostilità tra i bianchi e i neri. Stereotipi e schematizzazioni dei neri del sud vennero utilizzati per attribuire la colpa dei problemi presenti nelle aree urbane, come la criminalità e le malattie, alla presenza degli afroamericani.
Nel complesso gli afroamericani nelle città del Nord ebbero a sperimentare discriminazioni sistemiche in una pletora di aspetti della vita. Nell'ambito dell'occupazione le opportunità economiche per i neri furono indirizzate al più basso status, restringendo così la potenziale mobilità. All'interno del mercato immobiliare vennero utilizzate misure di discriminazione più forti in correlazione all'affluenza, con conseguente combinazione di "violenza mirata, clausole restrittive, redlining e amministrazione razziale".

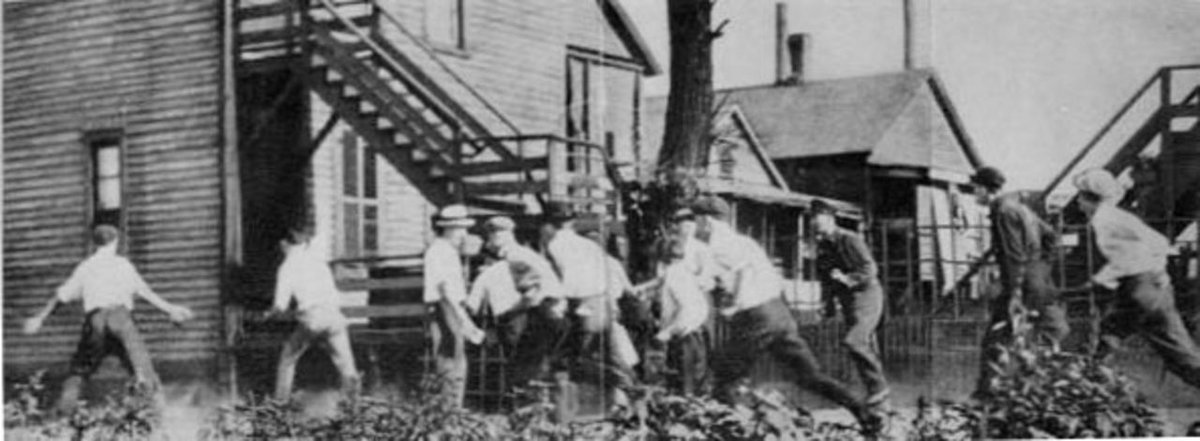
Una banda di criminali bianchi mentre dà la caccia al negro da linciare durante i disordini razziali di Chicago del 1919.

Durante questo lasso di tempo esplosero tensioni razziali, più violentemente a Chicago, con una crescita drammatica nel corso degli anni venti del linciaggio e delle aggressioni razziste. I conflitti urbani - i bianchi che attaccarono i neri - diventarono così un problema anche settentrionale. Molti bianchi difesero il proprio spazio con violenze, intimidazioni o strumenti legali rivolti contro gli afroamericani, mentre molti altri bianchi presero a loro volta a migrare in regioni più suburbane o esurbane maggiormente segregate, un processo noto come fuga bianca ("White flight").
Dopo le elezioni presidenziali del 1912 il neoeletto Woodrow Wilson ordinò la segregazione in tutto il governo federale. Nel corso della prima guerra mondiale i neri servirono nelle United States Armed Forces in unità segregate. I soldati neri rimasero spesso poco addestrati e attrezzati e vennero abitualmente messi in prima linea o assoldati per le missioni suicide. L'esercito rimase ancora fortemente segregato nella seconda guerra mondiale. Il corpo dei Marines non ebbe neri arruolati nei suoi ranghi. Vi furono i Tuskegee Airmen nella United States Army Air Force, soldati neri tra i Seabees della United States Navy e la 92ª Divisione di Fanteria, soprannominata la "Divisione dei Soldati Bisonte" (Buffalo Soldier Division), che combatté durante la Campagna d'Italia nel teatro di guerra del Mediterraneo. Infine nessun afroamericano avrebbe ricevuto la Medal of Honor durante la guerra e i soldati neri dovettero a volte rinunciare ai loro posti nei treni per far spazio ai prigionieri di guerra nazisti.

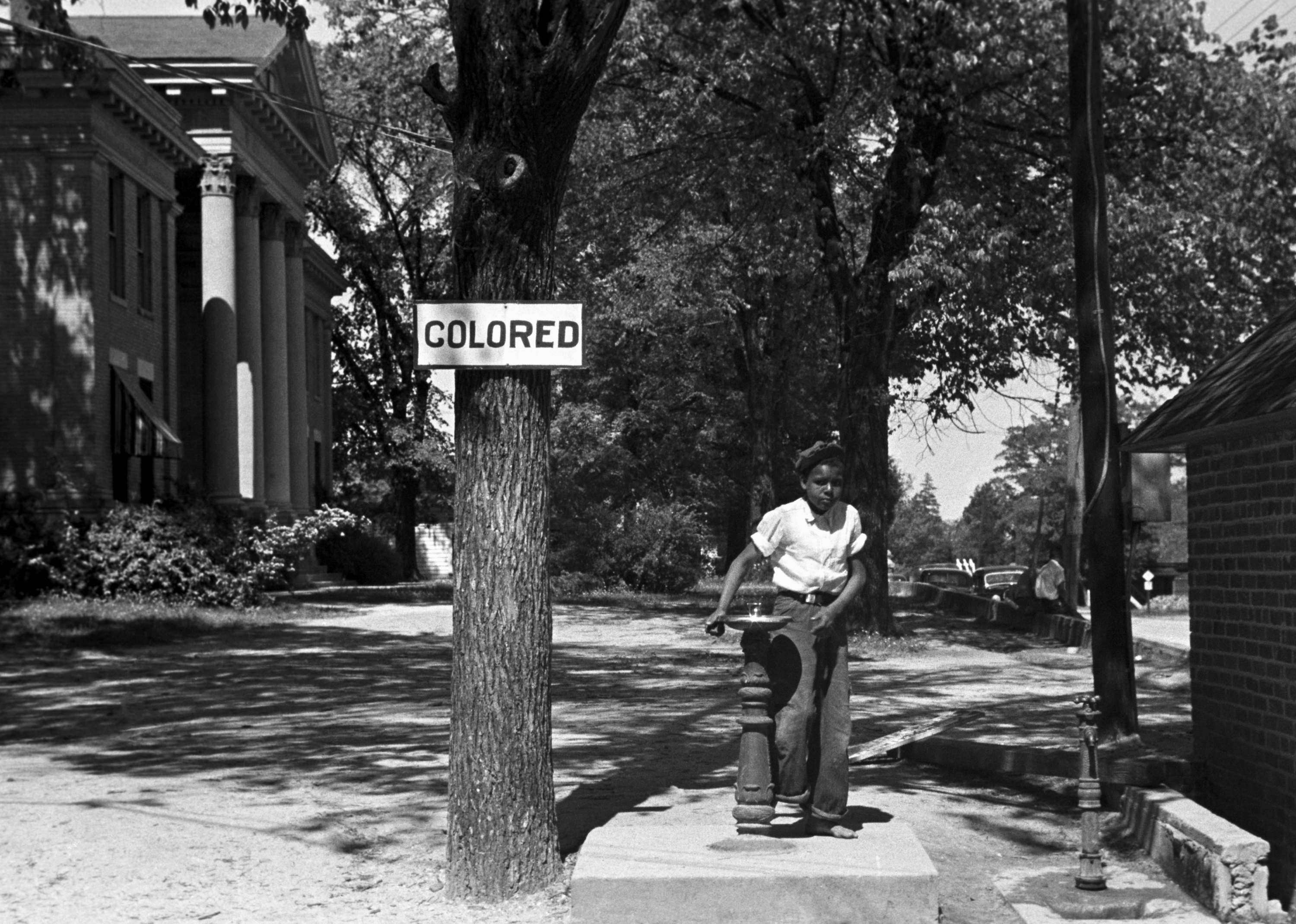
Un giovane nero ad una fontanella pubblica riservata ai "Colored" a Halifax nel 1938.

### Dalla seconda guerra mondiale all'era dei diritti civili
Le Leggi Jim Crow furono disposizioni legali statali e locali adottate negli Stati Uniti meridionali e confinanti le quali s'imposero tra il 1876 e il 1965; esse finirono col il creare lo status giuridico di "separati ma uguali" per gli americani neri. In realtà ciò condusse a trattamenti e sistemazioni quasi sempre inferiori rispetto a quelle fornite ai bianchi americani. Le disposizioni più gravi richiesero che le scuole pubbliche, i luoghi pubblici e i trasporti pubblici come i treni e gli autobus disponessero di strutture separate per i bianchi e per i neri. Uno dei primi casi federali che sfidò la segregazione nelle scuole fu Mendez contro Westminster del 1946 nella Contea di Orange (California). La segregazione scolastica sponsorizzata dal governo fu dichiarata incostituzionale dalla Corte suprema degli Stati Uniti d'America nel 1954 nella sentenza per il caso Brown contro Board of Education.
Nel corso degli anni cinquanta il Movimento per i diritti civili degli afroamericani cominciò a guadagnare sempre maggiori consensi, potendo così condurre numerose battaglie. L'adesione alla National Association for the Advancement of Colored People crebbe in tutti gli Stati federati. Il linciaggio di Emmett Till avvenuto nel 1955 scatenò l'indignazione pubblica per l'ingiustizia palpabile; Emmett, un ragazzo di 14 anni proveniente da Chicago, andò a trascorrere l'estate con i parenti a Money: venne brutalmente assassinato per aver rivolto un fischio d'apprezzamento ad una donna bianca. Dopo essere stato selvaggiamente picchiato, gli strapparono un occhio fuori dalle orbite e gli spararono in testa prima di gettarlo nel fiume Tallahatchie con una sgranatrice di cotone da 70 libbre legata intorno al collo con del filo spinato.
David Jackson scrive che Mamie Till, la madre di Emmett "lo ha portato a casa a Chicago e ha insistito che la bara rimanesse aperta. Decine di migliaia di persone hanno così potuto vedere i resti di Till, ma è stata la pubblicazione dell'immagine funebre nella rivista Jet, con una stoica Mamie che guarda il corpo devastato del suo bambino assassinato, che ha costretto il mondo a riflettere sulla brutalità del razzismo americano". Le fotografie, che circolarono in tutto il paese, attirarono una forte reazione pubblica. La risposta viscerale alla decisione di sua madre di avere un funerale con la bara aperta mobilitò la comunità nera in tutta la nazione. Vann R. Newkirk ha scritto: "il processo dei suoi assassini è diventato una parodia che illumina sulla tirannia suprematista del potere bianco". Lo Stato del Mississippi incriminò due degli accusati, ma questi vennero rapidamente assolti da una giuria completamente bianca.

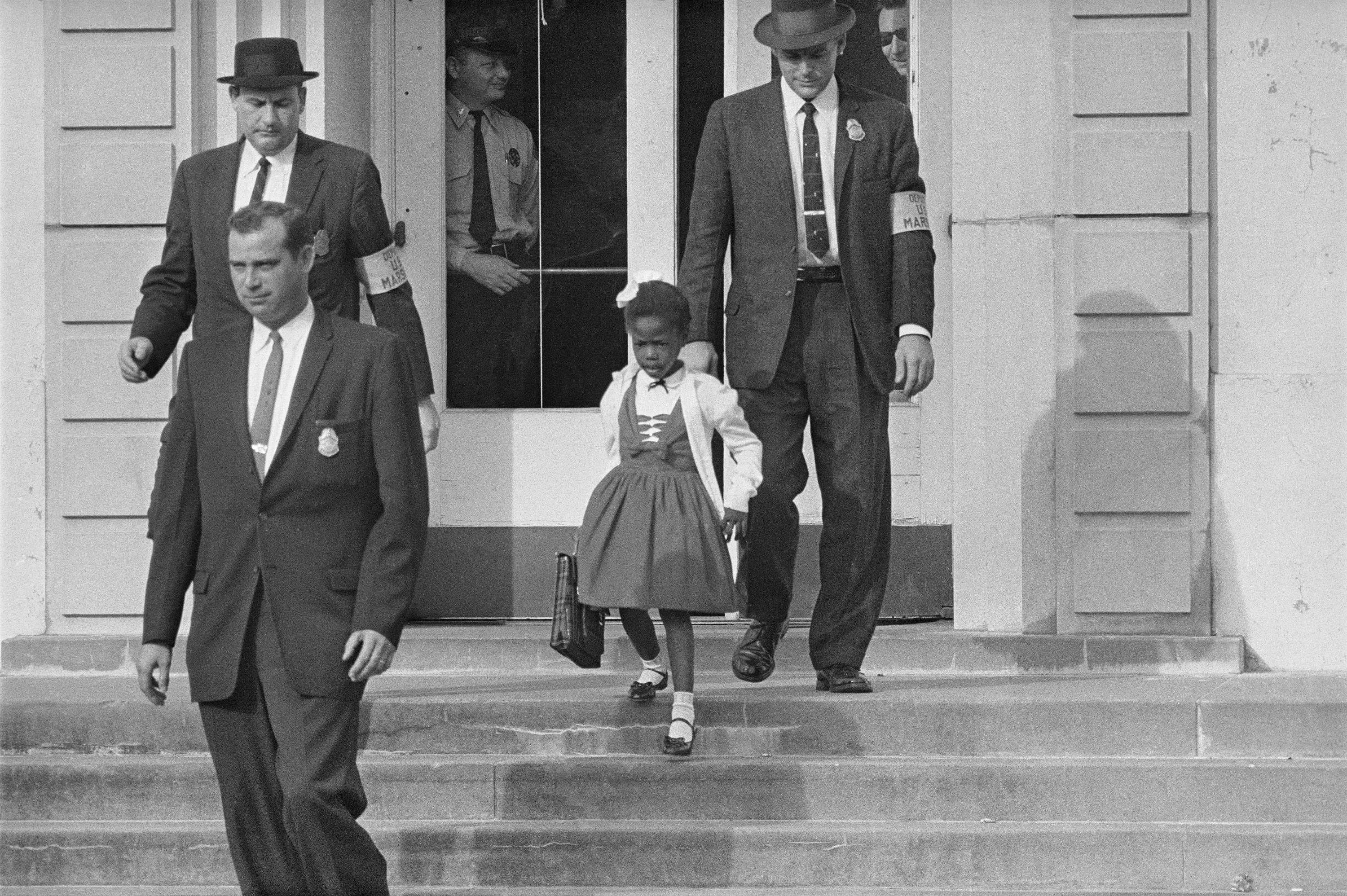
A causa di ripetute minacce e violenze contro di loro l'United States Marshals Service dovette scortare Ruby Bridges, 6 anni, assieme ai suoi parenti fino alla "William Frantz Elementary School" di New Orleans nel 1960. Non appena i Bridges entrarono nella scuola i genitori bianchi trascinarono fuori i loro figli.

In risposta all'aumento della discriminazione e della violenza si svolsero manifestazioni e atti di protesta non violenti. Ad esempio nel febbraio del 1960, a Greensboro, quattro giovani studenti universitari afroamericani entrarono in un negozio di Woolworth e si sedettero al banco ma vennero rifiutati. Gli uomini, già partecipanti alla protesta non violenta all'università, rimasero tranquilli mentre i bianchi continuarono a tormentarli al bancone, versandogli il ketchup in testa e bruciandoli con i mozziconi delle sigarette. Dopo questo fatto vennero realizzati molti altri incontri per protestare senza violenza contro il razzismo e la disuguaglianza. I sit-in proseguirono in tutto il Sud e si diffusero anche in altre aree. Alla fine, dopo molte manifestazioni e altre proteste non violente, tra cui marce e sessioni di boicottaggio, vari luoghi cominciarono ad accettare di desegregare.

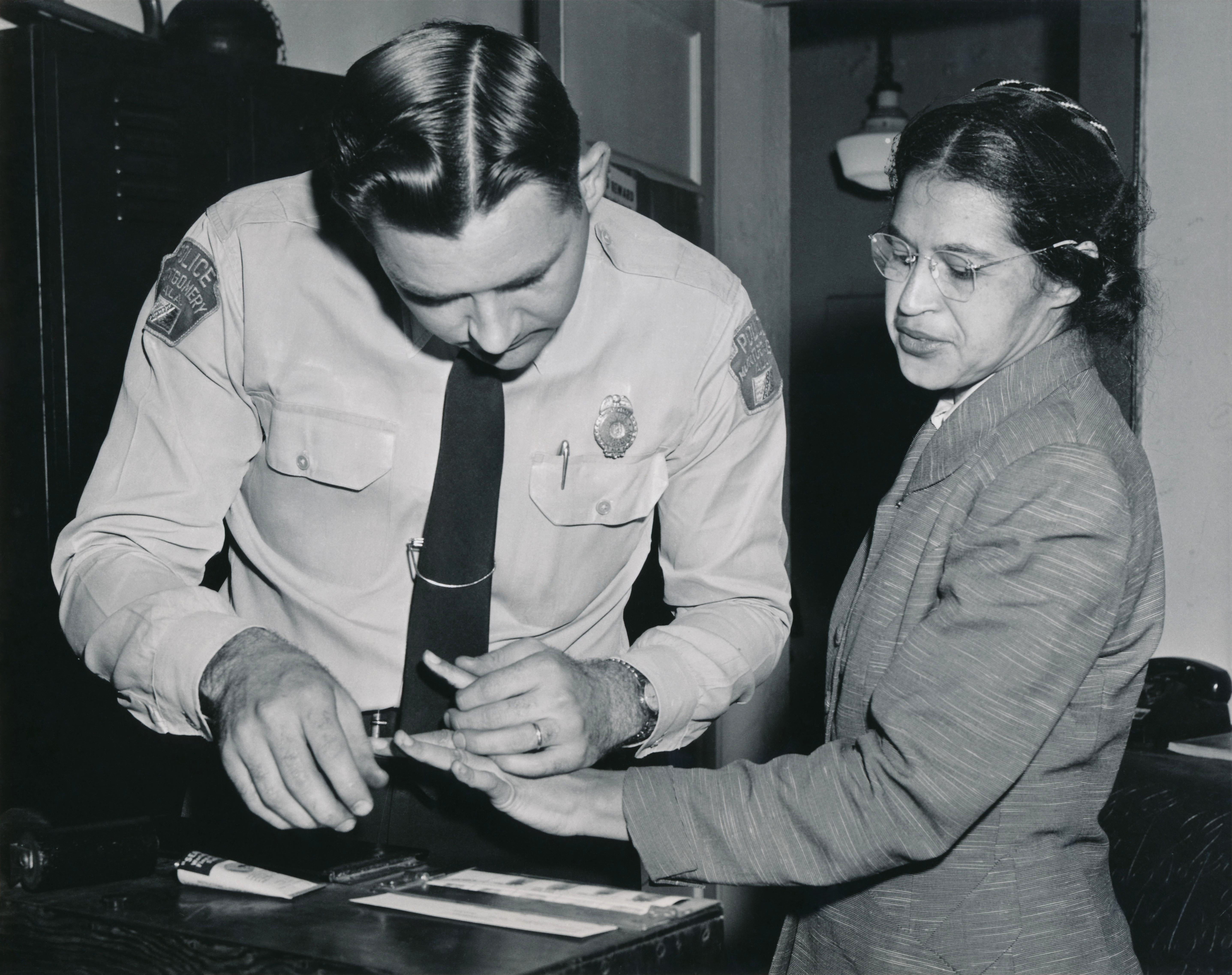
Rosa Parks viene incarcerata dal vice sceriffo D.H. Lackey dopo essere stata arrestata per non aver rinunciato al suo posto in autobus a favore di una persona bianca. Ciò scatenò il Boicottaggio dei bus a Montgomery nel 1955.

L'attentato alla chiesa battista della 16ª strada avvenuta a Birmingham nel 1963 ha segnato un punto di svolta durante l'epoca dei diritti civili. Domenica 15 settembre, con una pila di dinamite nascosta su una scala esterna, uomini del Ku Klux Klan distrussero un'intera facciata della chiesa. La bomba esplose in prossimità di ventisei bambini che si stavano preparando agli esercizi del coro nella sala riunioni del seminterrato. L'esplosione ha ucciso quattro ragazze nere, Carole Robertson (14 anni), Cynthia Wesley (14 anni), Denise McNair (11 anni) e Addie Mae Collins (14 anni).

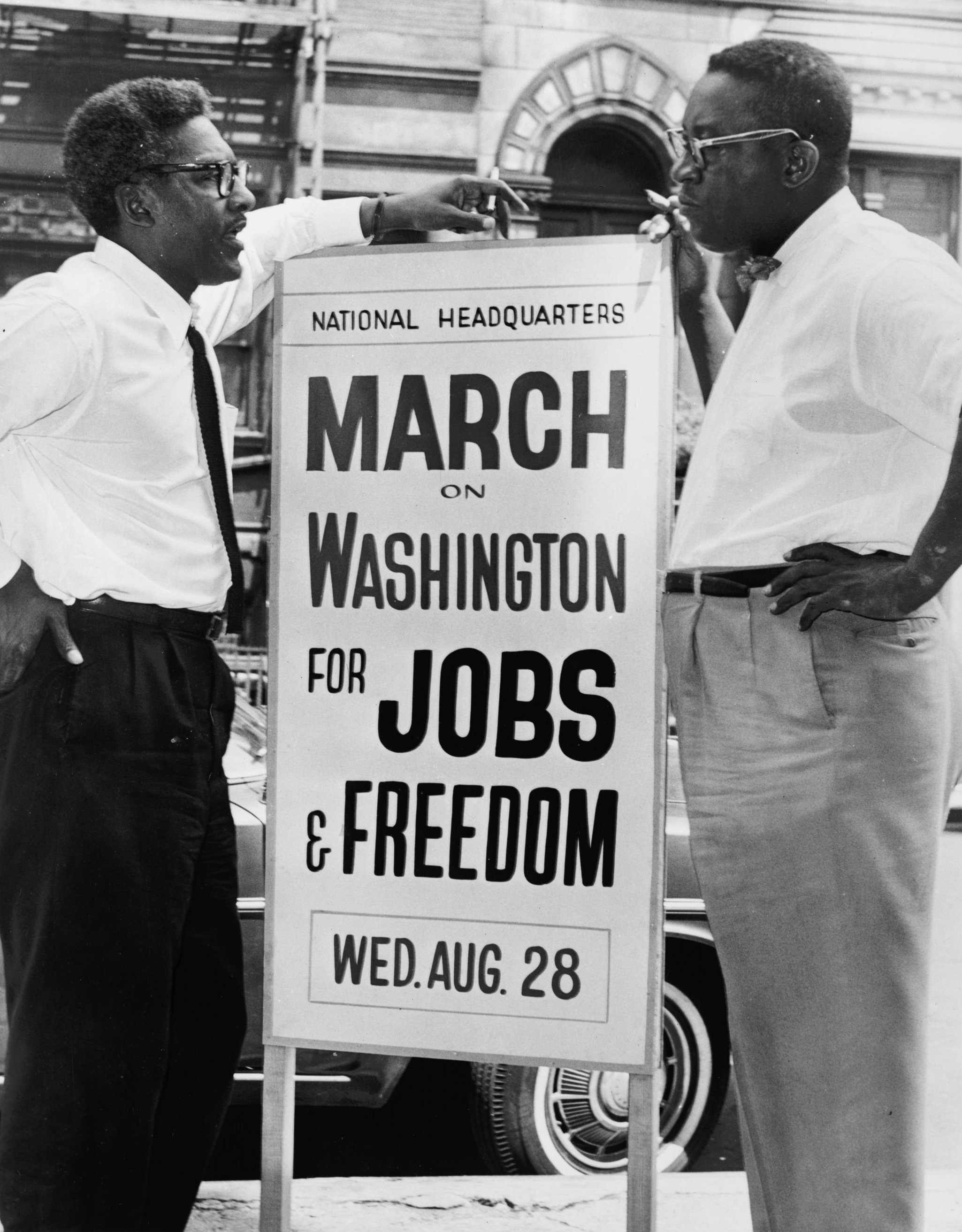
Bayard Rustin (a sinistra) e Cleveland Robinson (a destra), organizzatori della Marcia su Washington per il lavoro e la libertà il 7 agosto 1963.

Con il bombardamento che si è verificato solo un paio di settimane dopo la marcia su Washington per il lavoro e la libertà, guidata pacificamente da Martin Luther King, esso è diventato un aspetto integrale delle mutate percezioni sulle condizioni dei neri in America. L'avvenimento ha influenzato il passaggio del Civil Rights Act (1964) (che ha vietato la discriminazione negli alloggi pubblici, nell'ambito occupazionale e nel sindacato) e il Voting Rights Act del 1965, che ha superato le restanti Leggi Jim Crow, a quasi un secolo dalla loro entrata in vigore. Nondimeno sono state implementate fino al termine degli anni sessanta poiché i leader per i diritti civili hanno continuato ad impegnarsi per la libertà politica e sociale.
Molti degli Stati federati degli Stati Uniti d'America vietarono il matrimonio interrazziale. Nel 1967 Mildred Loving, una donna nera e Richard Loving, un uomo bianco, furono condannati a un anno di carcere in Virginia per essersi sposati. Il loro matrimonio violava difatti le Leggi contro la mescolanza razziale negli Stati Uniti d'America nonché il "Racial Integrity Act of 1924", che vietava il matrimonio tra persone classificate come bianche e persone classificate come "colorate" (persone di origine non bianca). Nel caso Loving contro Virginia del 1967 la Corte suprema degli Stati Uniti d'America ha invalidato tutte le legislazioni che ancora vietavano il matrimonio interrazziale.

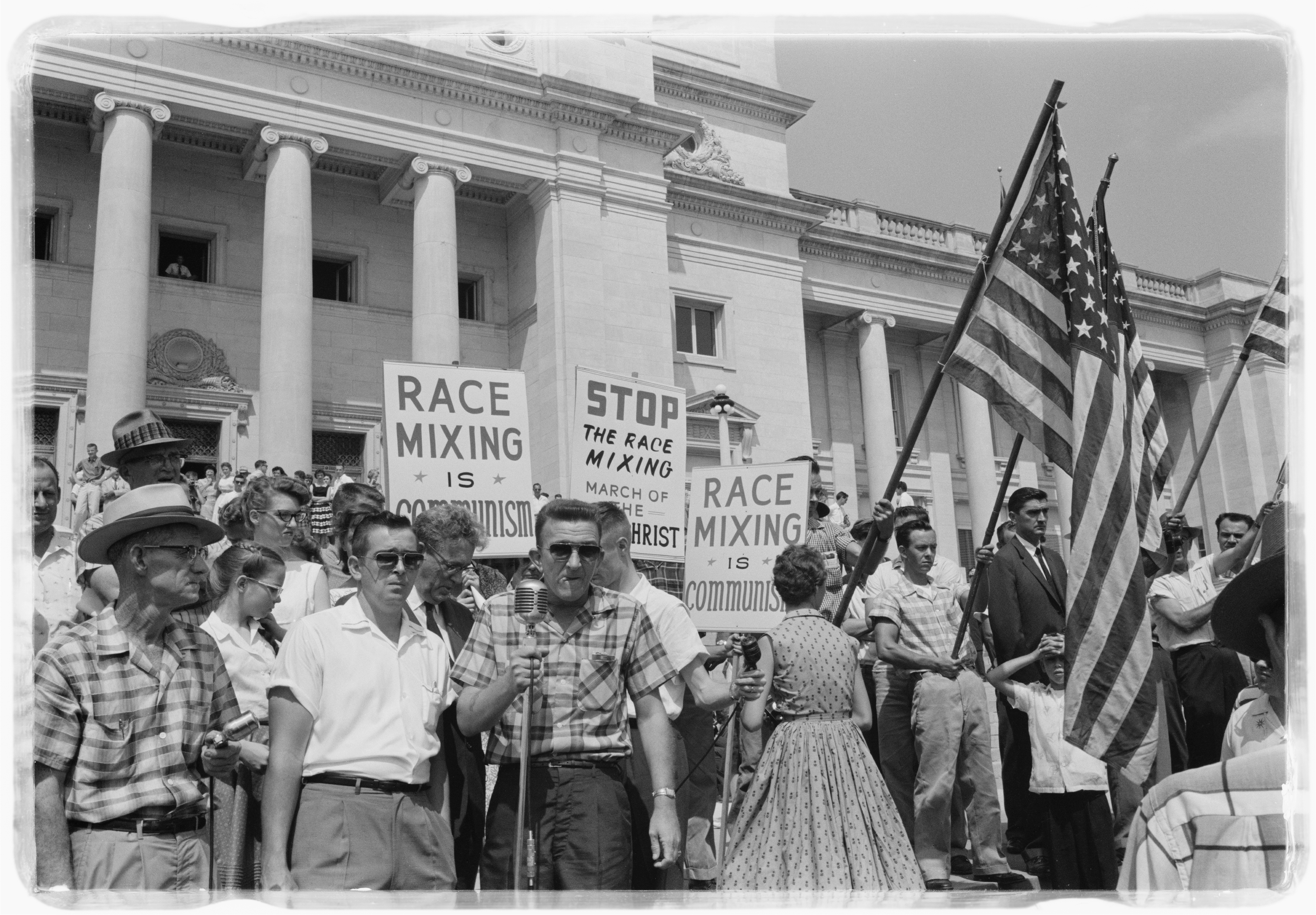
Little Rock, 1959. Manifestazione di protesta contro l'integrazione razziale della scuola pubblica. I bianchi americani sventolano la bandiera degli Stati Uniti d'America e cartelli con su scritto "Race Mixing is Communism" (la mescolanza razziale è comunismo) e "Stop the Race Mixing March of the Anti-Christ" (stop alla marcia dell'anticristo a favore della mescolanza razziale.

La segregazione è proseguita, seppur in altre forme, anche dopo la scomparsa delle Leggi di Jim Crow. I dati sui prezzi delle abitazioni e gli atteggiamenti verso l'integrazione suggeriscono che alla metà del XX secolo la segregazione era un prodotto di azioni collettive adottate dai bianchi per escludere i neri dai loro quartieri. La segregazione ha anche assunto la forma di redlining, la pratica di negare o aumentare i costi dei servizi, come la banca, l'assicurazione, l'accesso ai posti di lavoro, l'accesso alle cure mediche o anche i supermercati a determinati residenti, spesso in aree determinate razzialmente.
Anche se la discriminazione informale e la segregazione razziale negli Stati Uniti d'America sono sempre esistite, la redlining è iniziata con il "National Housing Act of 1934" il quale ha istituito la "Federal Housing Administration". La pratica è stata combattuta in primo luogo attraverso il passaggio del Fair Housing Act del 1968 (che impedisce la redlining quando i criteri sono basati sulla razza, la religione, il sesso, lo status familiare, la disabilità o l'origine etnica) e successivamente attraverso il "Community Reinvestment Act" del 1977, che impone alle banche di applicare gli stessi criteri di prestito a tutte le comunità. Anche se la redlining è illegale alcuni sostengono che essa continua ad esistere in altre forme.
Fino agli anni quaranta il pieno potenziale di ricavo di quello che è stato chiamato "il mercato negro" è stato largamente ignorato dai produttori di proprietà bianche, con una campagna pubblicitaria focalizzata esclusivamente sui bianchi. Agli afroamericani sono state negate anche le più elementari offerte commerciali. Per la sua decisione di partecipare a gare contro i cavalli da corsa per guadagnare denaro, il campione olimpico Jesse Owens ha dichiarato: "la gente dice che è degradante per un campione olimpico correre contro un cavallo, ma cosa avrei dovuto fare? Quattro medaglie d'oro, ma non si possono mangiare quattro medaglie d'oro".
Sulla mancanza di opportunità Owens ha aggiunto: "allora non c'era la televisione, nessuna grande pubblicità, nessun sostegno, almeno non per un uomo nero qualunque". Nel corso del ricevimento indetto per onorare il suo successo olimpico ad Owens non è stato permesso di entrare attraverso le porte principali del Waldorf-Astoria Hotel di New York, è stato invece costretto a recarsi all'evento utilizzando un ascensore merci.
Alla prima destinataria nera dell'Academy Award Hattie McDaniel non è stato permesso di partecipare alla prima di Via col vento nella Georgia separata razzialmente e alla cerimonia del Premio Oscar a Los Angeles era obbligata a sedersi in un tavolo segregato posizionato nella parete più lontana della stanza; L'Hotel attuava difatti una rigorosa politica segregazionista, ma permise a McDaniel di entrare "concedendole" un favore.

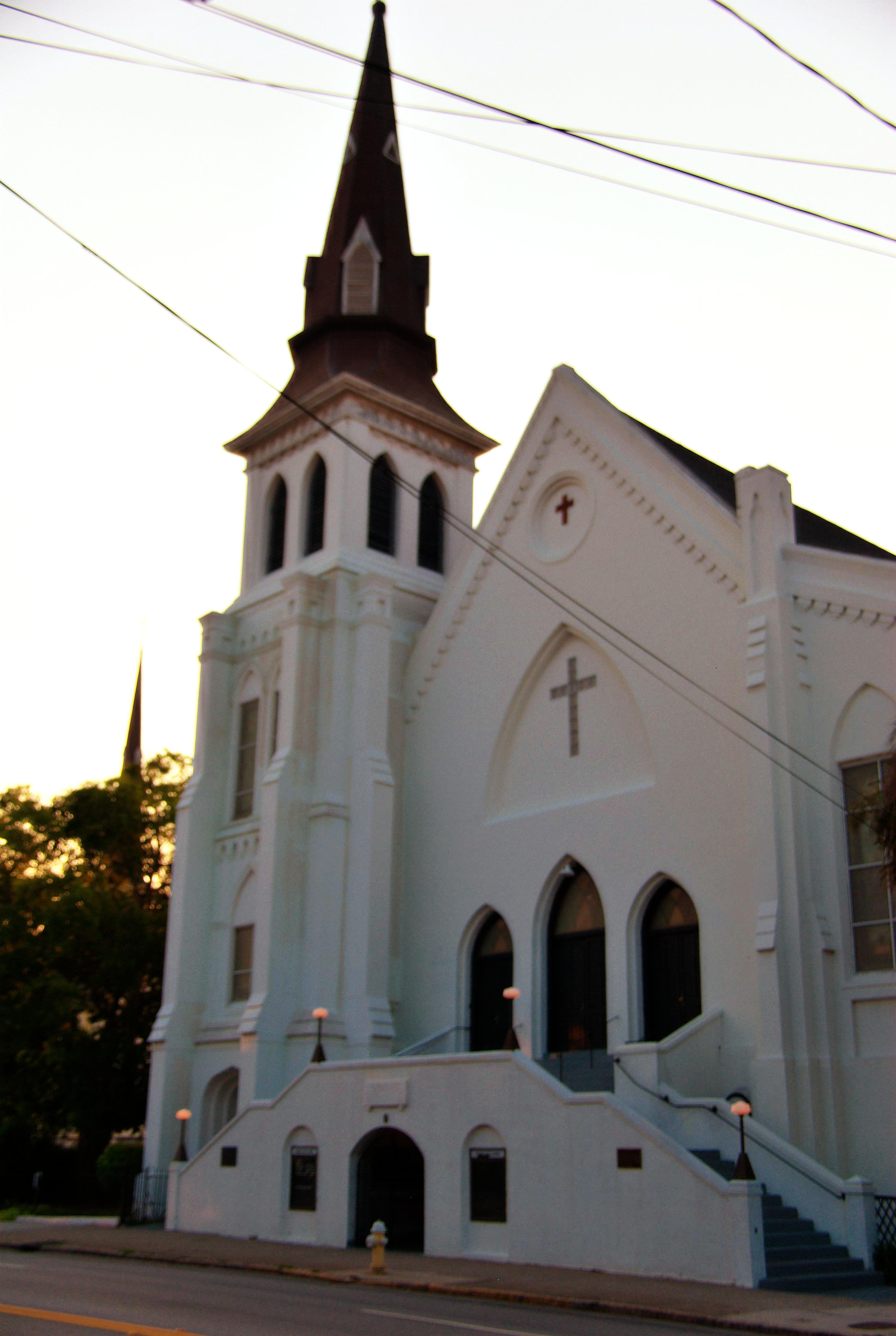
L'"Emanuel African Methodist Episcopal Church" dove nove neri, tra cui il pastore, sono stati assassinati nel corso del Massacro di Charleston nel 2015. La chiesa era stata ricostruita dopo che uno dei fondatori, Denmark Vesey venne sospettato di pianificare una rivolta degli schiavi a Charleston (Carolina del Sud) nel 1822; 35 persone, tra cui Vesey, subirono l'impiccagione e la chiesa fu bruciata.

### Situazione attuale
Mentre nel decennio successivo sono stati apportati notevoli miglioramenti grazie all'avanzamento del ceto medio e all'occupazione nella funzione pubblica, la povertà nera e la mancanza d'istruzione continuano nel contesto della deindustrializzazione. Nonostante i passi avanti effettuati dopo l'attentato alla chiesa battista della 16ª strada nel 1963 la violenza contro le istituzioni ecclesiastiche nere è proseguita; 145 incendi sono stati appiccati dolosamente nelle chiese nere del profondo Sud nel corso degli anni novanta. Il massacro di Charleston è avvenuto nel 2015 all'interno dell'"Emanuel African Methodist Episcopal Church".
Dal 1981 al 1997 il Dipartimento dell'Agricoltura degli Stati Uniti d'America ha discriminato decine di migliaia di agricoltori afroamericani, negando i prestiti concessi invece ai coltivatori bianchi in circostanze del tutto simili. La discriminazione è stata oggetto della causa Pigford contro Glickman (1999) presentata dai membri dell'organizzazione non a scopo di lucro "National Black Farmers Association", che ha portato a due accordi di liquidazione di 1,25 miliardi di dollari nel 1999 e di 1,15 miliardi di dollari nel 2009.
Durante gli anni ottanta e novanta si sono verificati numerosi scontri che hanno riguardato tensioni razziali di lunga durata tra polizia e comunità minoritarie. I disordini razziali di Miami del 1980 furono catalizzati dall'uccisione di un automobilista afroamericano da parte di 4 agenti del Miami-Dade Police Department; essi sono stati successivamente assolti da ogni addebito di omicidio colposo grazie ad evidenti manomissioni.
Allo stesso modo i conflitti scaturiti con la Rivolta di Los Angeles del 1992 sono esplosi a seguito dell'assoluzione di 4 ufficiali bianchi del Los Angeles Police Department nonostante fossero stati filmati mentre percuotevano il taxista afroamericano Rodney King. Lo storico Khalil Gibran Muhammad, direttore del "Schomburg Center for Research in Black Culture" di Harlem ha identificato più di 100 casi di violenza razziale di massa commessi a partire dal 1935 e ha notato che la quasi totalità era stato generato da un qualche incidente poliziesco.
Politicamente il sistema strutturato del "vincente che prende tutto" così come viene applicata in 48 su 50 degli Stati federati degli Stati Uniti d'America nei collegi elettorali finisce quasi sempre col beneficiare la rappresentanza bianca, in quanto nessuno Stato ha una maggioranza di elettori di colore. Questa situazione è stata descritta come "pregiudizio strutturale" e spesso porta gli elettori di colore a sentirsi politicamente alienati con la conseguenza che finiscono col non votare più. Anche la mancanza di rappresentanza nel Congresso degli Stati Uniti d'America ha condotto ad una diminuzione dell'elettorato nero.: a partire dal 2016 gli afroamericani compongono solo l'8,7% del Congresso, mentre i latinos sono attestati al 7%.
Molti citano le Elezioni presidenziali negli Stati Uniti d'America del 2008 come un passo avanti nelle relazioni interrazziali; i bianchi americani hanno giocato un loro ruolo nella vittoria di Barack Obama, il primo presidente degli Stati Uniti d'America nero. Difatti Obama ha ricevuto una percentuale maggiore del voto bianco (43%) rispetto al precedente candidato del partito Democratico John Kerry (41%).
Le divisioni razziali perduravano per tutta la campagna elettorale; ampi margini di elettori neri hanno dato un netto vantaggio a Obama durante le primarie presidenziali, dove 8 su 10 afroamericani hanno votato per lui e un sondaggio dell'MSNBC ha scoperto che la razza è stato un fattore chiave nella percezione della preparazione di un candidato per la carica. Per esempio nella Carolina del Sud "i bianchi erano più lieti di nominare Hillary Clinton piuttosto che Obama come maggiormente qualificata per essere comandante in capo, più congeniale per unire il paese e più capace di conquistare la Casa Bianca. I margini più forti sono arrivati fino a 3 a 1 in tutti e tre i settori".
Con le Elezioni presidenziali negli Stati Uniti d'America del 2016 si è raggiunto un punto fondamentale nella discussione delle relazioni di razza; il presidente Donald Trump ha insinuato che gran parte del discorso e della violenza che circonda le relazioni di razza negli Stati Uniti è stata indotta da gruppi sempre più in aumento di attivisti neri come il movimento internazionale "Black Lives Matter"; questo secondo quanto è stato riportato dalla CNN.
Lo studioso di sociologia Russ Long ha dichiarato nel 2013 che ai giorni nostri esiste un razzismo più sottile che associa un gruppo etnico specifico con una specifica caratterizzazione. In uno studio del 1993 condotto da Katz e Braly è stato prospettato che "i neri e i bianchi mantengono tutta una serie di stereotipi l'uno verso l'altro, per lo più assai negativi". Lo studio di Katz e Braley ha anche scoperto che gli afroamericani e gli altri bianchi convalidano e considerano i tratti che li autoidentificano tra loro, poiché la comunicazione tra i due è minacciosa e interrazziale, probabilmente "riluttante, riservata e nascosta".
La comunicazione interrazziale è guidata da stereotipi; questi vengono trasferiti nei caratteri personali e questi ultimi portano ad avere un effetto sulla comunicazione reciproca. Molti fattori promuovono lo stabilirsi di stereotipi, come l'età e l'ambiente in cui vengono applicati. Ad esempio in una ricerca svolta da "Entman-Rojecki Index of Race and Media" nel 2014 l'89% delle donne nere nei film sono mostrate come imprecanti e agiscono tramite comportamenti offensivi mentre solo il 17% delle donne bianche viene rappresentato nella stessa maniera.

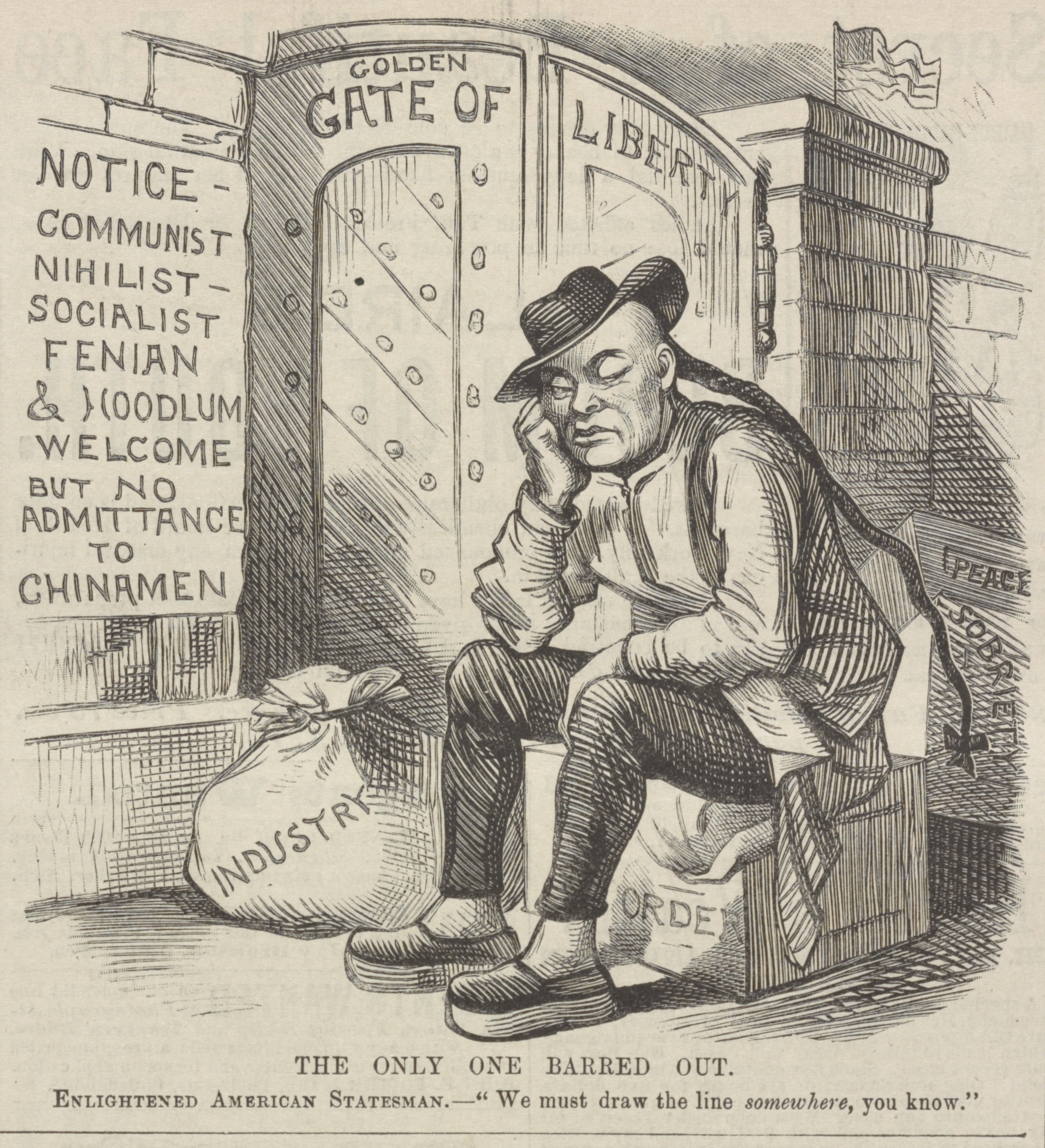
Una vignetta politica del 1882 che ridicolizza il "Chinese Exclusion Act" mostrando a un uomo cinese circondato dai benefici prodotti dalla sua immigrazione - industriosità, ordine, sobrieta e pace - davanti all'ingresso sbarrato della "porta dorata della Libertà" mentre altri gruppi tra cui gli appartenenti al comunismo, al nichilismo, al socialismo, al Fenian Brotherhood e tutti i portatori di "crimine" possono entrare. La didascalia dice sarcastica: "dobbiamo pur tracciare da qualche parte la linea di confine".

Un grave episodio di psi ha quando la polizia fa irruzione nell'abitazione di Breonna Taylor nella notte fra il 12 e 13 marzo 2020 per una presunta identificazione di uno spacciatore nei pressi della abitazione. Il suo fidanzato pensando si trattasse di criminali, apre il fuoco con una pistola in suo possesso. La polizia risponde e la donna, afro-americana, è rimasta uccisa nella sparatoria.
Il 25 maggio 2020 George Floyd, un uomo nero di 46 anni, è stato ucciso da un ufficiale del dipartimento di polizia di Minneapolis, Derek Chauvin, che ha forzato il ginocchio sul collo di Floyd per diversi minuti. Tutti e quattro gli agenti di polizia presenti sono stati licenziati il giorno successivo. La morte di Floyd ha scatenato un'ondata di violente proteste negli Stati Uniti, a partire da Minneapolis.

## Asioamericani
Il "Naturalization Act of 1790" rese gli asiatici ineleggibili allo status di cittadini completi il quale fu riservato e limitato ai soli bianchi.
Gli asioamericani, inclusi quelli originari dell'Asia orientale, del Sud-est asiatico e dell'Asia meridionale, hanno subito il pesante clima razzista a partire dai primi grandi gruppi di immigrati cinesi sbarcati in America; ne sono stati influenzati gli immigrati di prima generazione, i figli dei migranti e finanche i bambini asiatici adottati da famiglie cosiddette bianche.
Nel corso del XIX secolo l'America attraversò una fase di rapida industrializzazione la quale condusse presto a gravi carenze di manodopera nelle industrie minerarie e ferroviarie. Il lavoro sottopagato degli immigrati cinesi venne spesso utilizzato per colmare questo divario, soprattutto con la costruzione della First Transcontinental Railroad, che portò ad un'immigrazione cinese su larga scala.
Questi operai furono molto spesso disprezzati in quanto "rubavano" il posto di lavoro dei bianchi accettando un salario inferiore e a causa di ciò nacque la definizione "pericolo giallo", ideologia che prevedeva la scomparsa dell'intera civiltà occidentale a causa dell'immigrazione cinese; essa guadagnò presto sempre più popolarità. Tale discriminazione si concretizzò in forma istituzionale con il "Chinese Exclusion Act" del 1882 il quale bandì l'immigrazione cinese negli Stati Uniti d'America; si trattò della prima volta in cui fu approvata una legislazione di esclusione nei confronti di un gruppo importante della Nazione fondata sull'etnia e sul ceto sociale.
Vennero adottate anche numerose leggi discriminatorie locali con l'intento esplicito di soffocare le opportunità occupazionali e di crescita economica-sociale della comunità cinese. Ad esempio nel caso Yick Wo contro Hopkins del 1886 la Corte suprema degli Stati Uniti d'America fece ritirare un'ordinanza cittadina di San Francisco che richiedeva licenze per poter aprire esercizi di lavanderia (le quali erano per lo più di proprietà cinese) in quanto era chiaro ch'essa si rivolgesse esclusivamente ai cinesi d'oltremare. Mentre la disposizione rimase in vigore si rilasciarono permessi praticamente a tutti i richiedenti non cinesi, mentre solo un permesso ogni 200 venne concesso ai proprietari cinesi; a quelli che rimasero competitivi l'amministrazione cercò di tassare in sovrappiù.
Nel 1913 la California, che ospitava molti immigrati cinesi, adottò la "California Alien Land Law of 1913" la quale limitò significativamente la proprietà terriera da parte degli asiatici; legislazione estesa nel 1920, proibendo loro praticamente qualsiasi proprietà di terre.

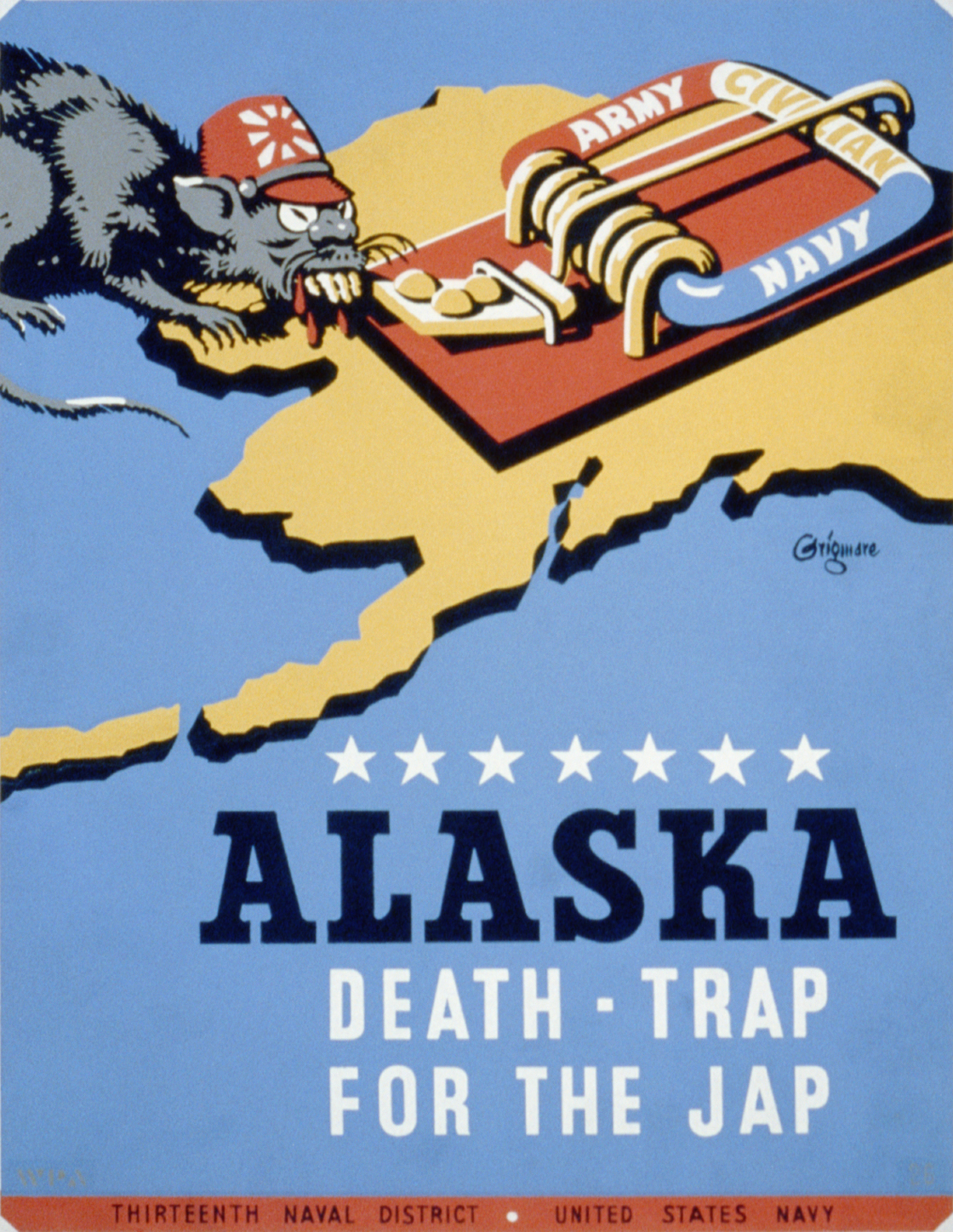
Un manifesto della propaganda statunitense durante la seconda guerra mondiale che utilizza il termine offensivo "Jap" e raffigura i giapponesi come ratti mentre si affacciano davanti alla "trappola per topi" posizionata in Alaska.

Agli inizi del XX secolo gli immigrati giapponesi, che non erano influenzati dalla legge sull’esclusione, cominciarono ad entrare negli States, colmando la mancanza di manodopera che precedentemente era stata riempita dai cinesi e dando vita ai Nippo-americani. Questo afflusso portò all'inevitabile azione discriminatoria, venendo ostacolato in forma diretta dal presidente degli Stati Uniti d'America Theodore Roosevelt il quale limitò l'immigrazione giapponese. Più tardi venne del tutto interrotta quando il governo nipponico firmò l'accordo del Gentlemen's agreement of 1907 attraverso cui s'impegnava di bloccare l'emissione di passaporti a quei lavoratori che avevano intenzione di trasferirsi in America.
Nel corso della seconda guerra mondiale la repubblica di Cina era uno degli Alleati della seconda guerra mondiale; il governo federale elogiò pertanto la resistenza dei cinesi durante la seconda guerra sino-giapponese cercando di ridurre il sentimento anti-cinese. Nel 1943 il "Magnuson Act" fu approvato dal Congresso degli Stati Uniti d'America: venne abrogata la legge di esclusione cinese e riammessa la loro immigrazione. Tuttavia quel tempo si stava già attivamente combattendo l'impero del Giappone appartenente alle potenze dell'Asse attraverso la guerra del Pacifico.

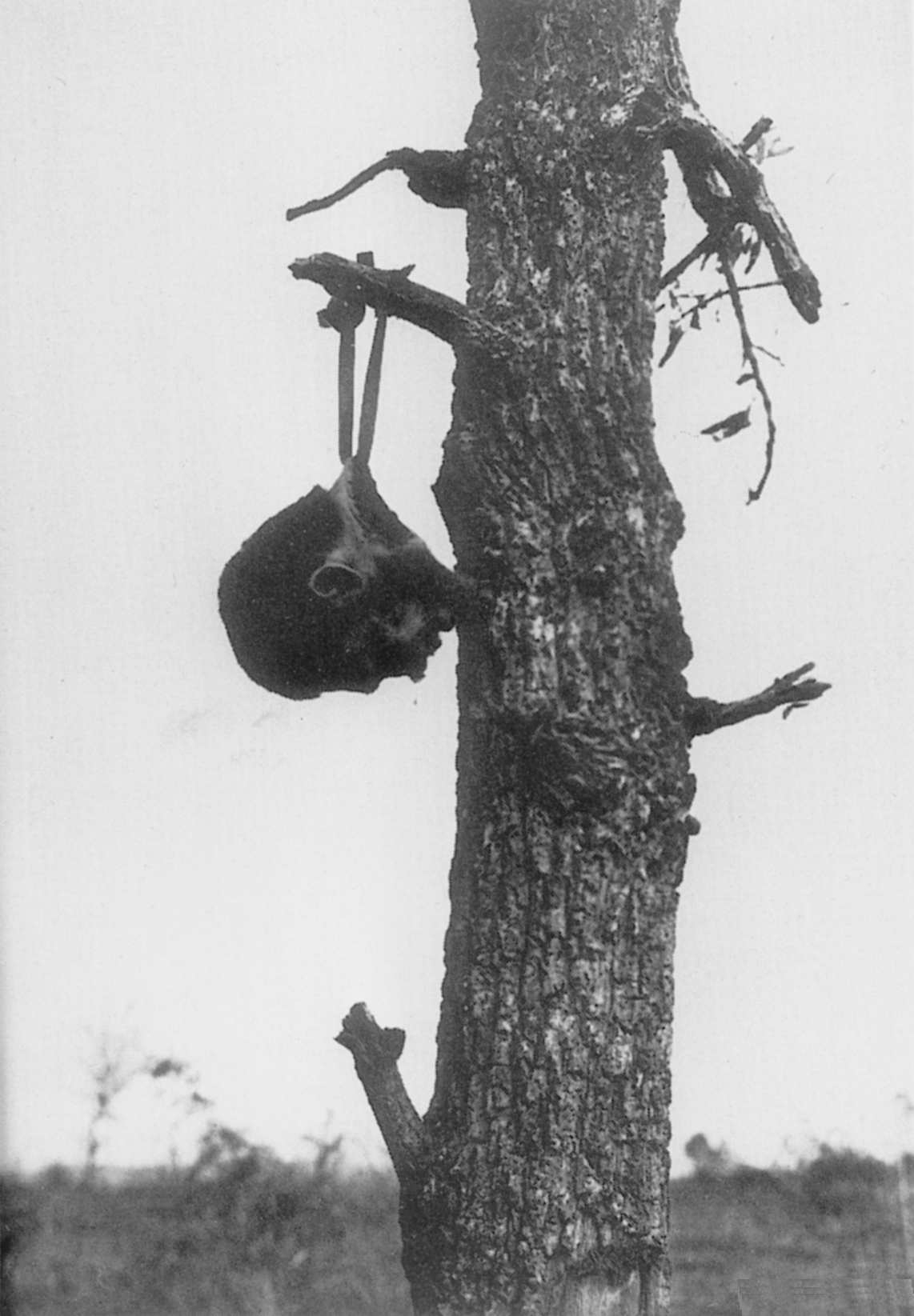
Fotografia della testa tagliata di un soldato giapponese appesa al ramo di un albero dalle truppe americane.

Il razzismo antigiapponese, esploso a seguito dell'attacco di Pearl Harbor fu tacitamente incoraggiato in sede federale; si cominciò ad utilizzare l'insulto Jap con intenti di diffamazione nei manifesti della propaganda statunitense durante la seconda guerra mondiale, oltre che aprendo la via all'internamento dei giapponesi negli Stati Uniti basandosi sulla giustificazione di possibili minacce alla sicurezza nazionale. Col proseguire della guerra il nemico venne sempre più disumanizzato, il che condusse a gravi casi di mutilazione e vilipendio dei cadaveri dei soldati giapponesi caduti in battaglia.
La natura eminentemente razzista di tale disumanizzazione è evidente dalla differenza di trattamento dei morti nel teatro del Pacifico rispetto a quelli nel Fronte occidentale. A quanto pare alcuni soldati inviarono a casa i teschi dei giapponesi come souvenir, mentre nessuno inviò mai teschi tedeschi o italiani.
Questo acceso pregiudizio continuò per un po' di tempo anche dopo il termine della guerra e il razzismo anti-asiatico riaccese il dibattito politico statunitense con la guerra di Corea prima e con la guerra del Vietnam poi; questo anche se in realtà gli asiatici si trovarono su entrambi i fronti. Alcuni storici hanno affermato che un clima profondamente razzista con regole non ufficiali nei confronti dei "gook" (coreani, filippini e vietnamiti) hanno permesso un modello attraverso cui gli stessi civili del Vietnam del Sud vennero trattati come meno di esseri umani: ciò fece scattare e rese comune molteplici crimini di guerra.
Prima del 1965 l'immigrazione degli indiani rimase limitata e isolata, con un numero inferiore ai 50.000 in tutto il paese. Le rivolte di Bellingham (Washington) il 5 settembre 1907 incarnarono l'assai bassa tolleranza americana nei confronti degli indiani. Mentre il razzismo anti-asiatico fu incorporato sia nella politica che nella cultura degli Stati Uniti d'America nei primi anni del XX secolo, gli indiani subirono la razzializzazione anche a causa del loro anticolonialismo con molti funzionari che li additarono come la "minaccia indù", intraprendendo al contempo anche un vigoroso espansionismo imperialista all'estero.
Nel caso del 1923 United States contro Bhagat Singh Thind la Corte suprema degli Stati Uniti d'America dichiarò che la casta del Brahmano dell'Induismo (vedi sistema delle caste in India) non era "bianca" e che pertanto rimaneva ineleggibile alla cittadinanza e alla naturalizzazione. La Corte sostenne che la differenza razziale tra gli indiani e i bianchi fosse talmente grande che "il grande corpo del nostro popolo" avrebbe sicuramente rifiutato l'assimilazione con gli indiani. Fu solo a seguito del "Luce–Celler Act of 1946" che una quota di 100 indiani all'anno poté entrare nel territorio statunitense e diventare cittadini a tutti gli effetti.
L'"Immigration and Nationality Act of 1965" ha fortemente ampliato la possibilità d'ingresso per gli immigrati appartenenti a gruppi diversi da quelli tradizionali dell'Europa settentrionale e, di conseguenza, ha anche significativamente e involontariamente modificato il "mix" demografico della Nazione. L'esperto di sociologia Stephen Klineberg afferma che prima del 1965 la legge "ha dichiarato che gli europei del Nord erano una sottospecie superiore della razza bianca".
Nel 1990 l'immigrazione asiatica fu incoraggiata tramite visti di lavoro temporaneo per non immigrati; rilasciati per rispondere alla carenza di manodopera specializzata.
Ai giorni nostri gli asioamericani vengono per lo più percepiti come una "minoranza modello". Sono considerati maggiormente istruiti e con più probabilità di successo, entro un diffuso stereotipo che li vuole intelligenti e gran lavoratori anche se socialmente del tutto inetti. Gli asioamericani possono sperimentare aspettative di eccellenza sia in ambito scolastico che lavorativo, ben al di sopra dei bianchi e delle altre minoranze.
Ciò ha condotto però anche ad una discriminazione occupazionale, in quanto gli asioamericani possono affrontare irragionevoli aspettative a causa dello stereotipo "minoranza modello". Nel 2000 su 1.228 asioamericani il 92% di coloro che hanno sperimentato discriminazioni personali credeva che il trattamento ingiusto fosse dovuto essenzialmente alla loro etnia.
Gli stereotipi possono anche ostacolare i percorsi di carriera perché gli asiatici sono considerati più qualificati nell'ingegneria, nell'informatica e nella matematica e sono spesso incoraggiati a perseguire esclusivamente carriere tecniche. Essi sono anche scoraggiati dal perseguire occupazioni non professionali o esecutive che richiedono una maggiore interazione sociale in quanto ci si aspetta che abbiano scarse abilità sociali.
In uno studio realizzato del 2000 il 40% di coloro che hanno sperimentato atti discriminatori hanno creduto di aver perso opportunità di assunzione o di promozione. Nel 2007 l'"Equal Employment Opportunity Commission" ha riferito che gli asiatici rappresentano solamente il 10% dei posti di lavoro professionali, mentre il 3,7% hanno occupato posizioni dirigenziali, di anzianità o manageriali.
Altre forme discriminatorie includono la profilazione razziale e i crimini d'odio. Le ricerche dimostrano che la discriminazione ha portato ad un maggiore utilizzo di servizi informali di salute mentale da parte degli asioamericani. Coloro che si sentono discriminati tendono anche a fumare di più.

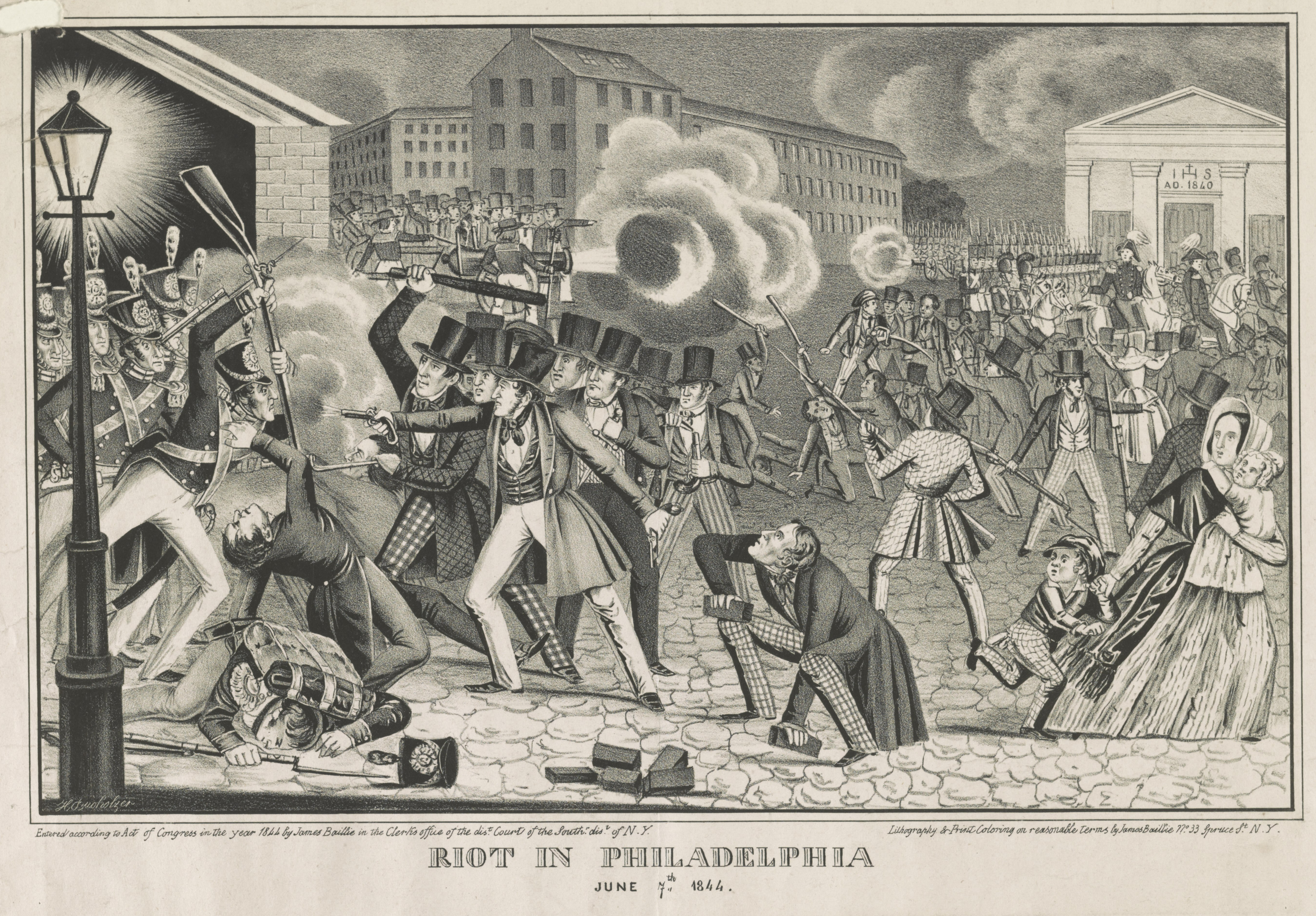
Tumulti anti-immigrati di Filadelfia del 1844.

## Europei non anglosassoni
(- Calvin Coolidge (1921), futuro presidente degli Stati Uniti d'America.)
Vari gruppi di immigrati europei rimasero a lungo soggetti a discriminazioni sia sulla base del loro status di immigrati (noto come "nativismo") che sulla base della loro etnia (in questo caso il paese d'origine).
Quando la popolazione americana iniziò a diventare culturalmente meno omogenea (verso gli anni quaranta del XIX secolo grazie al forte aumento dell'immigrazione proveniente dall'Europa meridionale e dall'Europa orientale) si rese necessario chiarire chi fossero i "bianchi". Nacque così una suddivisione di quelli che oggi sono chiamati «caucasici» (o Europoidi) in una classe gerarchica di razze stabilite secondo il principio del razzismo scientifico e al cui vertice si trovarono gli anglosassoni e i popoli dei paesi nordici.
Nella maggior parte degli stati segregazionisti le persone che immigravano da Portogallo, Spagna, da una piccola parte della Francia meridionale, dall'Italia, dalla Grecia, dal Nordafrica e dal Medio Oriente nonché dalla Polonia furono classificati diversamente dai «bianchi» e il termine «bianco» iniziò a identificare principalmente gli anglosassoni, i "ceppi germanici" e gli abitanti della Scandinavia. L'appartenenza alla razza bianca dei non-nordici (Slavi ecc.) venne molto spesso messa in discussione.
Nei primi decenni del XX secolo furono soprattutto coloro che provenivano dall'Europa meridionale, appartenenti alla presunta "razza mediterranea", a sottostare alle condizioni peggiori e in molti degli Stati federati degli Stati Uniti d'America essi furono legalmente equiparati ai "negri" e pertanto privati, con diverse accentuazioni da regione a regione, dello status e dei diritti riservati ai soli bianchi. Anche gli irlandesi, a cui si attribuirono parziali origini mediterranee, rimasero oggetto di forte pregiudizio e discriminazione. Va però tenuto presente che in molti casi il preconcetto colpiva non tanto l'origine etnica quanto l'appartenenza religiosa al cattolicesimo professata dagli immigrati "papisti", verso i quali la società protestante intrisa di puritanesimo conservò sempre una fortissima ostilità.
Coloro che le trovarono utili ai propri scopi accolsero e diffusero le teorie scientifiche razziste sfornate, nel corso di tutto il XIX secolo, dagli scienziati europei per giustificare l'avventura colonialista la quale caratterizzò l'intera epoca. Presto i sentimenti anticattolici si mescolarono col "nordicismo" il quale considerò tutti gli immigrati non di "razza nordica" come esseri inferiori.
Gli europei usarono l'ideologia razzista per conquistare e sottomettere quasi esclusivamente popolazioni non europee (e il tabù in questo senso fu tale che i francesi arrivarono - sia pure dopo infinite polemiche - a decidere che gli Ebrei che abitavano l'Algeria francese erano da considerarsi europei e concessero pertanto loro la cittadinanza francese, a differenza di quanto avvenne con gli "indigeni"). Al contrario il razzismo statunitense fu usato soprattutto ai danni di popolazioni abitanti nello stesso continente europeo.
Uno dei maggiori sostenitori delle legislazioni sull'immigrazione che privilegiavano gli europei del Nord, il membro del Ku Klux Klan Lothrop Stoddard, descrisse principalmente i presunti pericoli posti dai popoli "colorati" alla civiltà bianca attraverso il suo libro più famoso The Rising Tide of Color Against White World-Supremacy del 1920. Il nordicismo portò alla riduzione drastica dell'immigrazione proveniente dall'Europa meridionale, insieme agli slavi dell'Europa orientale nella "National Origins Formula" dell'"Emergency Quota Act" e dell'"Immigration Act of 1924" ed il cui obiettivo fu quello di mantenere la distribuzione dello status quo etnico limitando l'ingresso degli europei non nordici. Secondo il Dipartimento di Stato degli Stati Uniti d'America era "salvaguardare l'ideale dell'omogeneità americana".
Il termine razzista "Untermensch" deriva dal titolo del libro di Stoddard del 1922 The Revolt Against Civilization: The Menace of the Under-man. Esso venne successivamente adottato dai nazisti (e dal suo principale teorico razziale Alfred Rosenberg) grazie alla versione tedesca del libro: Der Kulturumsturz: Die Drohung des Untermenschen (1925).

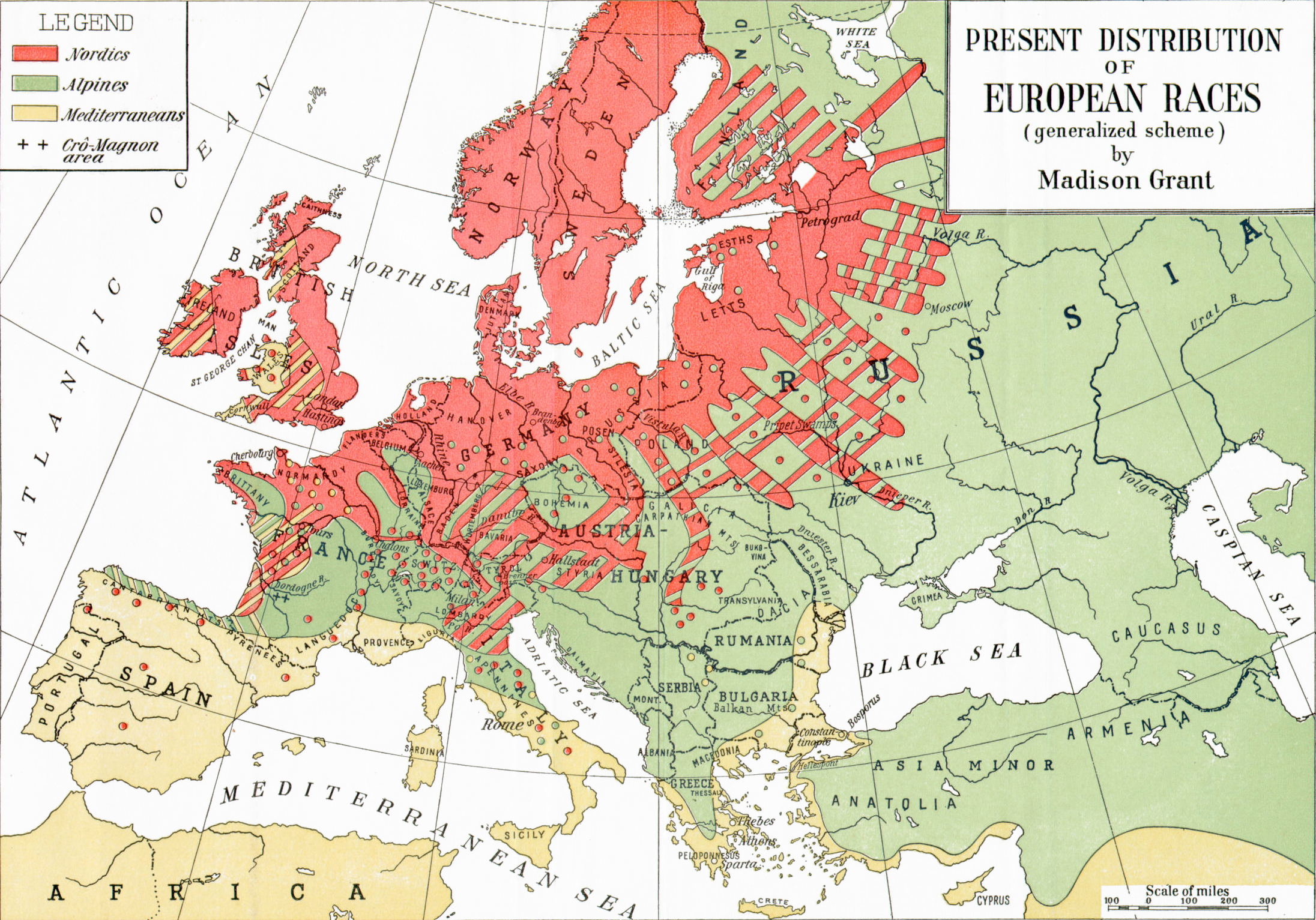
La mappa dell'eugenista Madison Grant (1916) mostra la distribuzione delle presunte "razze europee". L'Italia è divisa in due: al nord il territorio si compone della razza nordica (indicata in rosso) e di quella alpina o celtica (in verde), al centro-sud si compone della razza mediterranea (in giallo)

Ebbero conseguenze storiche rilevanti e durature anche la massiccia diffusione delle teorie dell'eugenetica, in particolare ad opera di Madison Grant, che furono più tardi la principale fonte di ispirazione per le campagne di sterilizzazione obbligatoria ed eutanasia forzata operate dalla Germania nazista (vedi eugenetica nazista e eutanasia su minori nella Germania nazista.
La campagna ideologica di Grant raggiunse l'obiettivo di far chiudere le frontiere nei primi anni venti e, a partire dal 1924, di far restringere l'immigrazione dai paesi dell'est e del sud europeo, oltre che di ostacolare quella ebraica. Questa decisione avrebbe avuto conseguenza catastrofiche durante la "Shoah", nel corso della quale gli Usa respinsero caparbiamente i profughi ebrei, accogliendone per tutta la durata dell'Olocausto meno della sola città cinese di Shanghai (30.000).
A rendere politicamente possibile tutto ciò fu il senatore del Massachusetts Henry Cabot Lodge il quale fu tra i più fanatici sostenitori della Immigration Restriction League, che si opponeva all'immigrazione dei popoli di "razza mediterranea". Cabot Lodge trovò il modo di aggirare la resistenza di coloro i quali non volevano limitare gli ingressi esplicitamente in base alla razza proponendo un escamotage: vietare l'ingresso agli analfabeti e modificare le quote di ingresso, stabilendo le nuove su quelle registrate oltre trent'anni prima, nel 1890. Con questa retrodatazione la quota complessiva d'ingresso dei mediterranei che avrebbe dovuto essere di diritto pari al 45% dei richiedenti fu ridotta a meno del 15%. Per contro fu grandemente aumentata la quota consentita ai paesi nordici.

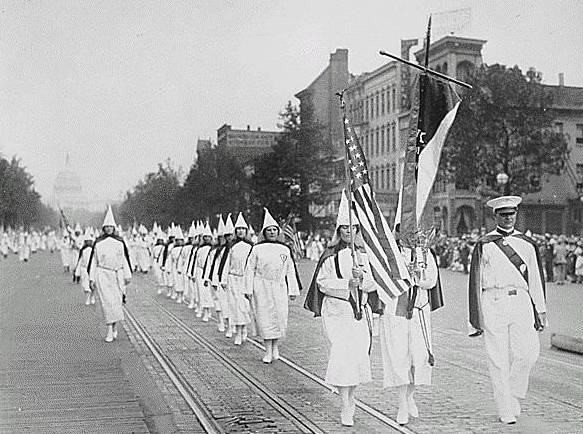
I membri del Ku Klux Klan marciano lungo Pennsylvania Avenue a Washington nel 1928. La seconda era del Klan incarnò un grande movimento nazionale composto da quattro a sei milioni di membri.

A seguito della Grande depressione economica del 1929, con i disordini che ne seguirono e con il diffondersi del «pericolo comunista» la strategia politica cambiò e negli ex stati confederati del sud si adottarono teorie meno rigide, ispirate in gran parte da quelle europee. Così negli anni 1930, quando in quegli stati era ormai divenuto impossibile continuare a mantenere un così alto numero di immigrati europei fuori dalla élite dei bianchi - con il rischio peraltro di pericolose coalizioni con gli afroamericani - i segregazionisti estesero i diritti a tutti i «caucasici», gruppo razziale che includeva anche i mediterranei e che era suddiviso in «White Caucasian» (caucasica bianca: anglosassoni, scandinavi e germanici) e «Caucasian» (caucasica).
Tutte le altre presunte razze non caucasiche invece rimasero escluse dai diritti civili per altri venti anni. Le etnie euro-americane specifiche videro decrescere significativamente la propria "questione razziale" nel corso degli anni trenta, sostituite da un bi-razzismo reciproco tra afroamericani e bianchi americani, come descritto e predetto da Lothrop Stoddard; ciò fu dovuto a numerose cause. La "National Origins Formula" ridusse drasticamente l'afflusso di etnie non nordiche; la Grande migrazione afroamericana fuori dal Sud fece scendere il razzismo anti-immigrati bianchi per sostituirlo sempre di più con il razzismo anti-nero.

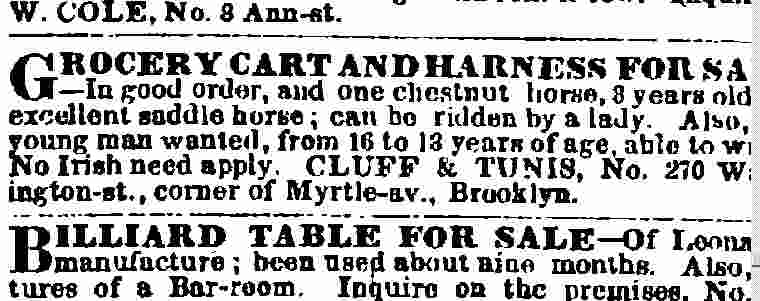
Annuncio del 1854 nel New York Times, vi si può leggere "Non c'è bisogno di irlandesi".

### Irlandesi americani
Per tutto il XIX secolo si dimostrò particolarmente virulento il pregiudizio anti-irlandese, che era parte di un più ampio sentimento anti-cattolico. Questo fu particolarmente vero per i cattolici irlandesi che immigrarono alla metà del XIX secolo; il gran numero di irlandesi americani (sia cattolici che protestanti) che si stabilirono in America nel corso del XVIII secolo erano in gran parte (ma non interamente) sfuggiti a tale discriminazione e si poterono fondere nella popolazione bianca americana. Durante gli anni 1830 i conflitti per il controllo dei maggiori siti lavorativi esplosero nelle aree rurali tra squadre di operai rivali provenienti da diverse parti dell'Irlanda e altre composte dai locali che si misero in feroce competizione per le opere di costruzione.
Il movimento "Know Nothing" fu un partito politico fondato sulla xenofobia la cui adesione era limitata agli uomini protestanti; esso operò a livello nazionale dalla metà degli anni 1850 e cercò di limitare l'influenza dei cattolici irlandesi e di altri immigrati, riflettendo così il "nativismo" e il sentimento anticattolico. Vi fu una diffusa discriminazione nei confronti dei lavoratori irlandesi e rimasero per molto tempo comuni i cartelli che dicevano: "non c'è nessun bisogno di irlandesi".

### Antipapismo
Il secondo Ku Klux Klan diventò una grande e potente organizzazione a livello nazionale nel 1920, composto da 4 a 6 milioni di membri (il 15% della popolazione eleggibile della nazione); esso si oppose soprattutto alla Chiesa cattolica. La rinascita del Klan fu incoraggiata anche dall'uscita del film del 1915 Nascita di una nazione. Sia la seconda che la terza incarnazione del Klan fecero frequenti riferimenti al sangue "anglosassone" dell'America.
Il sentimento anticattolico, che apparve in America settentrionale con le prime colonie dei padri pellegrini e dei puritani nel New England all'inizio del XVII secolo, è rimasto evidente fino alla campagna presidenziale di J. F. Kennedy, il quale divenne, nel 1960, il primo cattolico nella storia degli USA ad essere eletto presidente (vedi elezioni presidenziali negli Stati Uniti d'America del 1960).

### Tedeschi americani
Si verificò anche una discriminazione nei confronti dei tedeschi americani e degli italoamericani, in quanto l'Impero tedesco fu un paese nemico durante la prima guerra mondiale, mentre la Germania nazista ed il regno d'Italia lo furono durante la seconda. Ciò ha comportato una forte riduzione dell'identità etnica tedesca-americana e una forte diminuzione dell'utilizzo della lingua tedesca dopo la Grande Guerra, che fino ad allora risultava significativo, oltre che all'internamento dei tedeschi e degli italiani.
A partire dalla Grande Guerra, i tedeschi americani vennero talvolta accusati di intrattenere alleanze politiche con la repubblica di Weimar e di non essere quindi abbastanza fedeli nei confronti dell'America. Il dipartimento di giustizia cercò di stilare un elenco di tutti gli stranieri tedeschi, per un totale di circa 480.000 persone, di cui più di 4.000 vennero imprigionati durante il biennio 1917-18. Le accuse comprendevano lo spionaggio a favore dell'impero tedesco o il sostegno al suo sforzo bellico.
In migliaia furono costretti ad acquisire legami di guerra per poter dimostrare la loro lealtà. La Croce Rossa Americana impedì agli individui con cognomi tedeschi di partecipare nel timore di sabotaggio. Una persona subì il linciaggio da parte di una folla a Collinsville (Illinois); Robert Prager venne rapito dalla prigione in cui si trovava in qualità di presunta spia e ucciso a sangue freddo.
Le questioni inerenti alla fedeltà dei tedeschi americani aumentarono a causa di eventi come l'esplosione di Black Tom a Jersey City, attribuita ad un'intenzionale opera di sabotaggio tedesca; molti tedeschi americani subirono l'arresto nel corso della guerra per aver rifiutato di giurare la propria fedeltà agli Stati Uniti. L'isteria bellica collettiva condusse alla rimozione dei nomi tedeschi dai luoghi pubblici, sia per quanto riguardava gli oggetti che le strade e le imprese. Anche le scuole cominciarono ad eliminare o scoraggiare l'insegnamento della lingua tedesca.
Anni più tardi, durante la seconda guerra mondiale, i tedeschi americani rimasero ancora una volta vittime della discriminazione provocata dalla propaganda di guerra. Dopo la sua entrata in guerra il governo fece internare almeno 11.000 cittadini americani di origine tedesca. L'ultimo rilascio di un tedesco statunitense avvenne a Ellis Island, dov'era rimasto imprigionato fino al 1948, ad oltre tre anni dalla cessazione delle ostilità.

## Mediorientali e asiatici meridionali
Le persone con origini dal Medio Oriente e dall'Asia meridionale hanno storicamente occupato uno statuto razziale ambiguo. Gli immigrati mediorientali e sudasiatici furono tra coloro che vennero citati in giudizio tra la fine del XIX e l'inizio del XX secolo per determinare se potessero essere considerati dei "bianchi" come venne richiesto dalla legge di naturalizzazione.
Nel 1923 i tribunali giustificarono uno "standard di conoscenza comune" concludendo come le "prove scientifiche", compresa la nozione di "razza caucasica" (Europoide) - tra cui anche i mediorientali e molti sudasiatici - risultassero essere incoerenti. Lo studioso giuridico John Tehranian sostiene che in realtà si trattasse di uno "standard basato sulle prestazioni", relativo cioè alle pratiche religiose, al livello d'istruzione, all'integrazione e al ruolo comunitario.

### Arabi americani

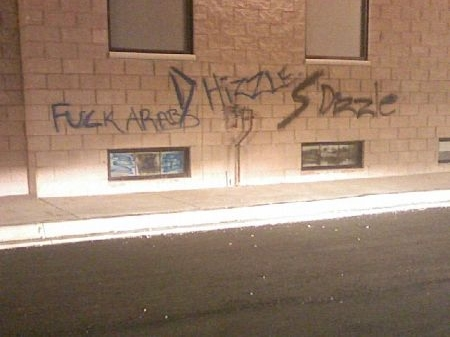
"Fuck Arab" su una chiesa assira a Detroit (2007). Gli assiri, sebbene non arabi e per lo più cristiani, spesso si trovano coinvolti in un contesto razzista per le loro origini mediorientali.

Il razzismo contro gli arabi americani e l'islamofobia nei confronti dei musulmani sono aumentate contemporaneamente alle tensioni innescatesi tra il governo statunitense e il mondo islamico. Dopo l'11 settembre la discriminazione e la violenza razziale si sono notevolmente accresciute, non solo nei confronti degli arabi americani ma anche di altri gruppi religiosi e culturali. Gli studiosi, tra cui Sunaina Maira e Evelyn Alsultany, sostengono che nel clima post-11 settembre gli americani musulmani hanno subito una "razzializzazione" nell'intera società, sebbene i marcatori di questa "razza" siano culturali, politici e religiosi piuttosto che derivanti dal fenotipo.
In particolare gli Arabi sono stati quelli maggiormente demonizzati e i responsabili dell'odio nei confronti dei mediorientali che vivono nel mondo che segue la civiltà occidentale. Si sono verificati aggressioni contro gli arabi non soltanto sulla base della loro religione, ma anche fondate sull'etnia; numerosi arabi cristiani hanno subito attacchi fondandosi sul loro aspetto. Inoltre anche altri popoli mediorientali (iranici, assiri, armeni, ebrei, turchi, Yazidi, Curdi ecc.) che vengono scambiati per arabi a causa della percezione che li vede simili nell'aspetto è accaduto di essere vittime collaterali dell'antiarabismo.
I popoli mediorientali non arabi e non musulmani così come gli asiatici meridionali di differenti contesti etnico/religiosi (indù, musulmani e sikh) sono stati stereotipati come arabi. Il caso di Balbir Singh Sodhi, un Sikh assassinato in una stazione di benzina di Phoenix da un esponente del potere bianco per essere stato scambiato - a causa dell'abbigliamento e dell'apparenza - con un terrorista arabo (aveva il turbante, requisito del Sikhismo), così come il caso degli indù attaccati perché creduti musulmani hanno raggiunto sempre più rilievo e giudizi critici dopo l'11 settembre.
Le persone di origini mediorientali che hanno prestato servizio nell'United States Armed Forces a volte vengono costretti ad affrontare il razzismo che scaturice dagli altri commilitoni. Il soldato dell'esercito Zachari Klawonn ha subito numerosi casi di razzismo dopo essere stato assunto alla base militare di Fort Hood; durante la sua formazione di base gli è stato messo un panno attorno ala testa per fargli interpretare la parte del terrorista. I suoi colleghi dovevano riuscire a catturarlo e puntargli le armi contro: era anche soprannominato "kefiah", "scimmia di sabbia" e "Zachari bin Laden".
Secondo uno studio del 2004, sebbene i parametri ufficiali comprendano gli arabi come parte della categoria razziale dei bianchi americani, molti arabi americani provenienti da luoghi diversi dal levante ritengono di "NON essere bianchi" e d'altra parte non vengono percepiti come bianchi neppure dalla società americana.

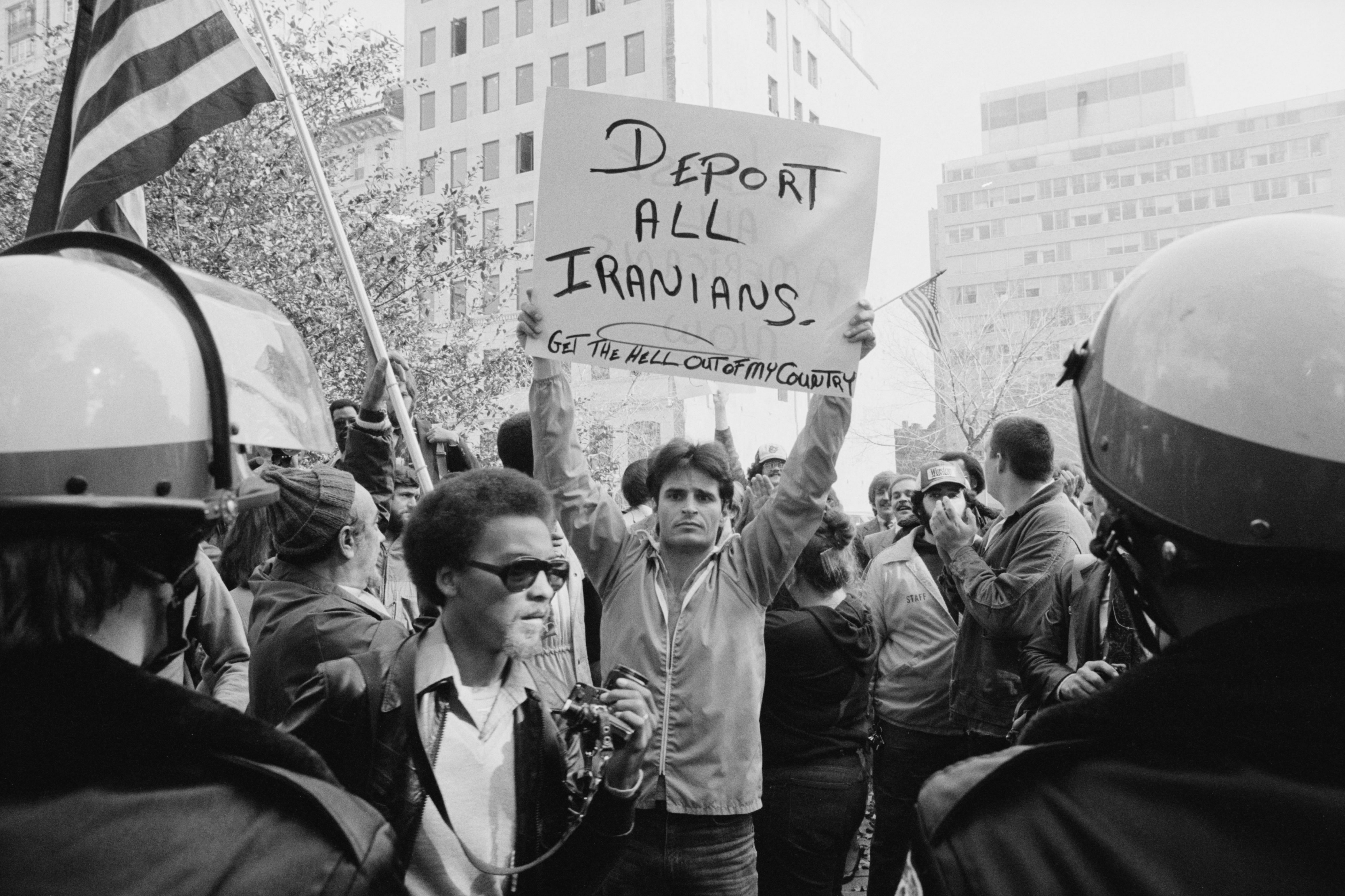
Un uomo che tiene in mano un cartello dove si può leggere "espellere tutti gli iraniani" e "andatevene via dal mio paese" nel corso di una protesta durante la crisi degli ostaggi in Iran. Washington, 1979.

### Iranoamericani
La crisi degli ostaggi in Iran (il caso dell'ambasciata statunitense assalita a Teheran nel 1979) ha accelerato un'ondata di sentimenti anti-iraniani in tutta la nazione, diretti sia contro il nuovo regime islamico che contro i cittadini e gli immigrati iraniani. Anche se tali sentimenti sono diminuiti gradualmente a seguito del rilascio degli ostaggi all'inizio del 1981, talvolta si riaccendono. Come risposta molti migranti si sono distanziati dalla propria nazionalità per autoidentificarsi invece soprattutto sulla base delle loro affiliazioni etniche e religiose.
A partire dagli anni ottanta, ma soprattutto negli anni novanta, è stato sostenuto che la rappresentazione degli iraniani fatta da Hollywood ha progressivamente mostrato segni diffamatori anti-iraniani. Produzioni di rete come 24, John Doe, Sulle ali delle aquile, Escape from Iran: The Canadian Caper e JAG - Avvocati in divisa quasi regolarmente parlano ed ospitano nel corso della loro trama dei "cattivi iraniani".

Proclama del Partito Nazista Americano.

### Antisemitismo
L'antisemitismo ha svolto un suo ruolo anche nella storia statunitense. Nel corso del XIX e del XX secolo centinaia di migliaia di Ebrei si trovarono costretti a fuggire dai pogrom che scoppiarono periodicamente nell'Europa orientale; s'imbarcarono soprattutto dai porti del Mar Baltico e giunsero in gran parte a Ellis Island.
È stato suggerito nel libro The Joys of Yiddish (1968) di Leo Rosten che gli emigranti ebrei, erano sin dall'arrivo, oggetto di razzismo da parte delle autorità d'immigrazione portuale. Il termine gergale "kike" (divenuto in seguito uno degli stereotipi sugli ebrei) venne adottato per riferirsi a quegli Ebrei analfabeti che firmavano i loro documenti d'immigrazione con un cerchio, chiamato kirkel in lingua Yiddish.
Vennero anche compiuti dei tentativi da parte dell'"Asiatic Exclusion League" per impedire agli immigrati ebrei, assieme ad altri gruppi etnici mediorientali come gli arabi, gli assiri e gli armeni di ottenere la naturalizzazione; continuarono, nonostante la cittadinanza statunitense, ad essere classificati come "asiatici".

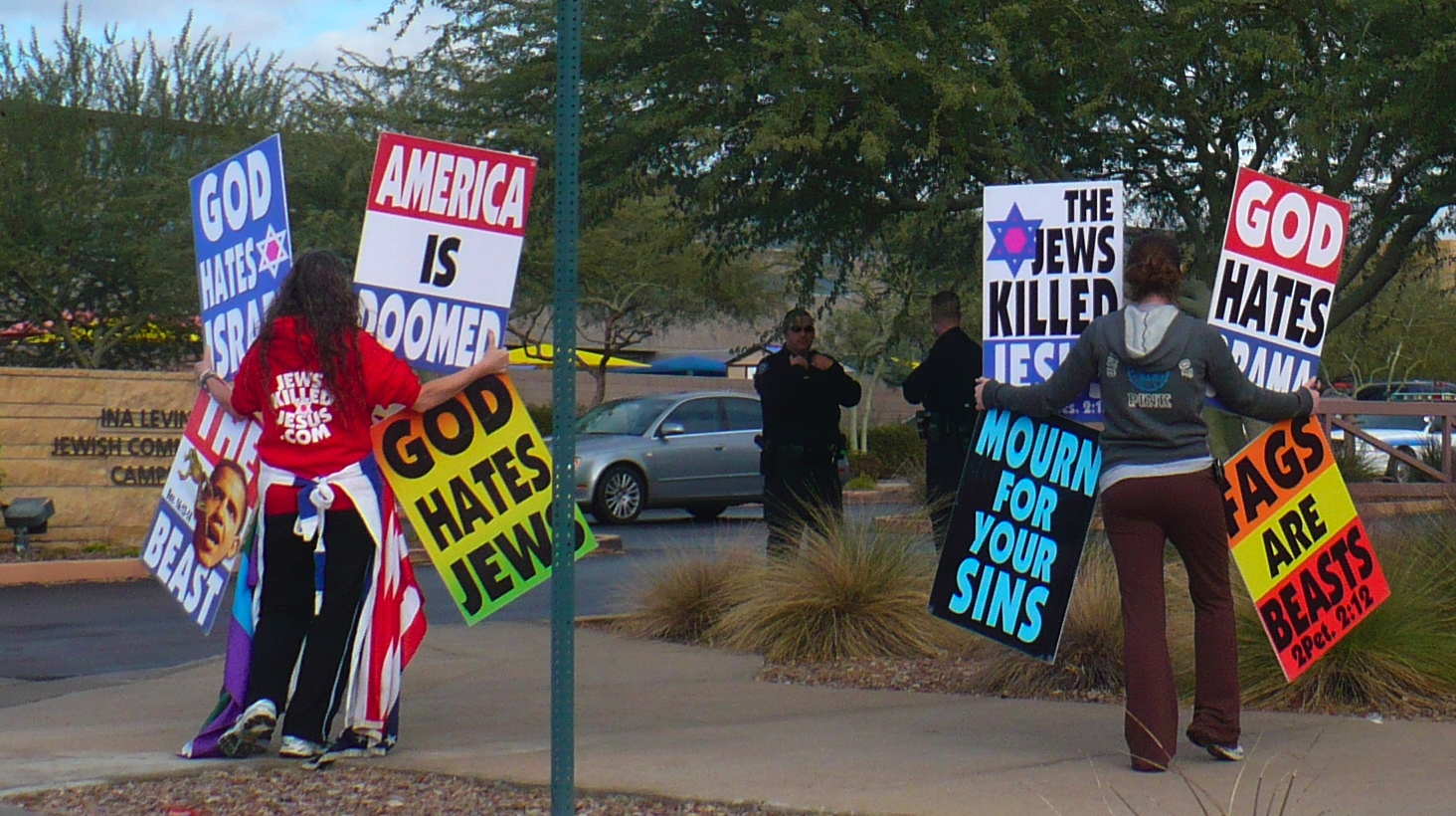
Esponenti della Chiesa battista di Westboro con cartelli antisemiti.

Dagli anni 1910 in poi le comunità ebraiche degli Stati Uniti meridionali vennero spesso attaccate dal Ku Klux Klan, che si opponeva all'immigrazione "semitica" e usavano volentieri i temi propagandistici dell'antisemitismo (una fra tutte la figura del "banchiere ebreo"). Nel 1915 Leo Frank subì il linciaggio in Georgia dopo essere stato accusato per stupro e omicidio e condannato alla pena di morte (con sentenza successivamente commutata nell'ergastolo). Proprio quest'evento fu un catalizzatore per la rinascita del nuovo Klan.
Gli eventi della Germania nazista attirarono l'attenzione di parte della popolazione americana. La "Lobby Ebraica" avrebbe contribuito per indurre un intervento armato statunitense, facendo fronte a un consistente atteggiamento isolazionista. Tra i portavoce di quest'ultimo figurava il celebre prete cattolico nonché predicatore radiofonico antisemita Charles Coughlin il quale indicava gli Ebrei quali "artefici del Comunismo" e cospiratori per trascinare gli Stati Uniti d'America nell'avventura bellica.. Egli condusse prediche settimanale fondate sull'antisemitismo più acceso e dal 1936 cominciò a far pubblicare un giornale intitolato Social Justice in cui stampò accuse antisemitiche come i falsi Protocolli dei Savi di Sion.
Un certo numero di organizzazioni ebraiche, cristiane, musulmane e finanche accademiche considerarono Nation of Islam (NOI) come palesemente antisemita. Sostengono in particolare che essa si è impegnata in interpretazioni revisioniste di negazionismo dell'Olocausto e che esagera ampiamente il ruolo svolto dagli ebrei nella tratta atlantica degli schiavi africani (vedi Ebraismo e schiavitù). L'Anti-Defamation League (ADL) ha affermato che il ministro della salute del NOI, Abdul Alim Muhammad ha accusato i medici ebrei di inoculare ai neri il virus dell'AIDS, un'affermazione questa che però lo stesso Muhammad nel The Washington Post ha contestato.
Anche se gli ebrei vengono spesso percepiti come "bianchi" dal mainstream statunitense, la loro relazione on la cosiddetta "bianchezza" rimane complessa, tanto che alcuni preferiscono non identificasi neppure come bianchi. L'attivista e rabbino Michael Lerner sostiene in un articolo concesso a The Village Voice nel 1993 che "in America essere bianco significa essere il beneficiaio degli ultimi 500 anni di esplorazione e di sfruttamento del resto del mondo" e che "gli ebrei possono essere considerati bianchi solo se esiste un'ampia amnesia da parte dei non ebrei riguardo alla monumentale storia dell'antisemitismo".
L'attivista afroamericano di spicco Cornel West, in un'intervista all'United States Holocaust Memorial Museum, ha spiegato: "anche se alcuni ebrei credono di essere bianchi penso che siano stati ingannati. Penso che l'antisemitismo si è rivelato una forza potente in quasi tutti i paesi della civiltà occidentale dove il cristianesimo ha una presenza consistente. Così, anche come cristiano, dico continuamente ai miei fratelli e sorelle ebrei: non credete all'idea della tua assimilazione e piena integrazione nella classe sociale tradizionale principale. Si richiede solo un evento o due per far scaturire un certo tipo di sensibilità anti-ebraica; l'antisemitismo è ancora da superare in luoghi che forse ti sorprenderanno. Ma sono solo completamente convinto che l'America non è la terra promessa per i fratelli e le sorelle ebrei. Molti fratelli ebrei dicono: 'No, non è vero. Finalmente...'" Sì, lo hanno detto anche ad Alessandria d'Egitto. L'hai detto anche nella Repubblica di Weimar".

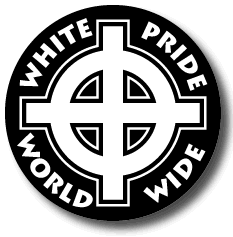
Logo di Stormfront.

#### Nuovo antisemitismo
Negli ultimi anni gli studiosi hanno avanzato il concetto di neoantisemitismo, proveniente contemporaneamente dall'estrema sinistra, dall'estrema destra e dall'islamismo, che tendono a concentrarsi sull'opposizione alla creazione di una patria ebraica nello Stato d'Israele, oltre a sostenere che i linguaggi dell'antisionismo e delle critiche al governo d'Israele sono oramai abituati ad attaccare gli ebrei in una maniera più ampia. In questa prospettiva i sostenitori del nuovo concetto credono che le critiche ad Israele e al sionismo siano spesso del tutto sproporzionate in grado e uniche in natura, finendo con l'attribuire tutto questo ad un'ideologia antisemitica.
Lo storico Yehuda Bauer, professore di studi sull'Olocausto presso l'Università Ebraica di Gerusalemme ha sostenuto che il concetto di "nuovo antisemitismo" è fondamentalmente falso in quanto si tratta in realtà di una forma alternativa del vecchio antisemitismo dei decenni precedenti, che crede rimanga latente nel tempo ma che si ripresenta ogni qual volta viene innescato. A suo avviso l'innesco attuale è proprio la situazione israeliana; anche se fosse raggiunto un compromesso nel processo di pace del conflitto arabo-israeliano egli crede che l'antisemitismo diminuirà ma che non scomparirà.
Noti critici d'Israele come Noam Chomsky e Norman Finkelstein discutono sull'entità del nuovo antisemitismo statunitense. Chomsky ha scritto nel suo testo del 1999 intitolato Necessary Illusions: Thought Control in Democratic Societies che l'Anti-Defamation League accomuna qualsiasi messa in discussione della politica israeliana dandogli l'epiteto di antisemitismo, confliggendo e confondendo le questioni quando anche il sionismo riceve delle accuse. Finkelstein ha dichiarato che il presunto nuovo antisemitismo è un concetto assurdo avanzato dall'ADL con l'intento di combattere i critici della politica israeliana.

### Antiziganismo
la popolazione Rom in America si è mescolata in modo più o meno completo al resto della società. Negli Stati Uniti d'America il termine "zingaro" (gypsy) è stato storicamente associato a un commercio, a una professione e a uno stile di vita più che ad una definizione etnico/razziale. Alcuni americani, specialmente quelli che lavorano in proprio in un settore di lettura della mano o di altre forme di divinazione o ricerca psichica, utilizzano il termine gypsy per descrivere se stessi o la loro impresa, pur non intrattenendo alcun legame con le persone Rom. Ciò può essere dovuto anche alla non percezione o all'ignoranza riguardo al termine piuttosto che ad una qualsiasi forma di bigottismo o antiziganismo.

## Nativi americani
L'atteggiamento di discriminazione razziale fu rafforzato dalle guerre indiane, per giustificare il genocidio, protratto per decenni, delle popolazioni pellerossa con l'intento di sottrarre loro le terre: gli indiani non erano "davvero" esseri umani, e quindi nemmeno a loro si applicavano le considerazioni "umanitarie". La conquista del continente americano portò ad un totale di morti indigeni che secondo le stime più recenti oscilla tra i sessanta ed i cento milioni, di cui venti milioni proprio durante le guerre indiane nel Nord America. Queste cifre lo eleggono tristemente come il più grande genocidio nella storia dell'umanità.
L'efficienza dello sterminio indiano americano portò Adolf Hitler a citarlo come esempio pratico per la soluzione finale fin nella prima edizione del Mein Kampf ("la mia battaglia"), manuale e base ideologica dell'ideologia del Nazionalsocialismo.

## Conseguenze

### Legislazioni contro i matrimoni misti
Fino ad allora, in una trentina di stati americani, erano proibiti e nulli legalmente i cosiddetti matrimoni misti, se uno dei contraenti rispondeva a precise caratteristiche, definite stato per stato:
- Alabama (Cost., sez.102;C.1923, sez.5001-2, emend.1927, pag.219) Negro o discendente di un negro fino alla terza generazione compresa, anche se un antenato di ciascuna generazione era bianco
- Arizona (R.C.1928, sez.2166; emend.Sess.L.1931Ch.17, p. 27;S.S.1942, Ch.12, p. 465) Negri, mongoli, indiani, indù, o membri della razza malese (nel 1942 fu soppressa la parola indiani)
- Arkansas (Rev.Stat.Ch.94, sez.4) Negri e mulatti
- California (Ragland, C.C.1929, sez.60,69;C.C.1937; Lake, sez.60; Stat.1933.p. 561) Negri, mongoli, mulatti o membri della razza malese
- Colorado (Comp.L.1921;G.S. sez.2248) Negri o mulatti
- Delaware (R.C.L.1915, sez.2992; emend. della Sess.L.1921, p. 578) Negro o mulatto
- Florida (Cost., art.16, sez.24;R.G.S.1920, sez.3938-41,3944,5419-23) Qualsiasi negro (persona avente 1/8 o più di sangue negro)
- Georgia (C.1926, C.C. sez.2941; Supp.1930, sez.2177-79(20)) Persone di discendenza africana; tutti i negri, i mulatti, i meticci, e i loro discendenti, aventi nelle vene un'accertabile traccia di sangue negro o africano, indiano occidentale o indiano asiatico; mongoli
- Idaho (Comp.St.1919, sez.4596, emend. della Sess.L.1921, Ch.115, sez.I, p. 291) Mongoli, negri o mulatti
- Indiana (Burns, Ann.St.1926, sez.2880,9862,9863) Persone aventi 1/8 o più di sangue negro
- Kentucky (Carroll, St.1922, sez.2097,2144;1928, C.156) Negro o mulatto
- Louisiana (C.C., sez.94-95;1947 Supp. a Marr. Ann.R.S., pp. 396–1102) Persone di colore; sono proibiti i matrimoni con indiani e con negri
- Maryland (Bagby, Ann.C.1924, art.27, sez.358,365,445; emend.L.1935, Ch.60, p. 101) Negro o persona di discendenza negra fino alla terza generazione compresa, o membro della razza malese
- Mississippi (Cost., sez.263;C.1930, sez.1103,2361) Negro o mulatto o mongolo, o persona avente 1/8 o più di sangue negro o mongolo
- Missouri (R.S.1929, sez.2974,4263) Persone aventi 1/8 o più di sangue negro; mongoli
- Montana (R.C.1921, sez.5700-5702) Negro o persona di sangue negro o in parte negro; persona cinese; persona giapponese
- Nebraska (Comp.St.1922, sez.1491;1929; sez.42-103) Persona avente 1/8 o più di sangue negro, giapponese o cinese
- Nevada (Comp.L.1929, sez.10197-98) Qualunque persona di razza etiope o negra, di razza malese o bruna, di razza mongola o gialla
- North Carolina (Cost.art XIV, sez.8;Consol.St.1919, sez.2495,4340) Negro o indiano; o persona di discendenza negra o indiana fino alla terza generazione compresa
- North Dakota (Comp.L.1913, sez.9582-83,9586) Negro (persona avente 1/8 o più di sangue negro)
- Oklahoma (Comp.St.1921, sez.7499-7500;1931, sez.1677) Qualsiasi persona di discendenza africana
- Oregon (C.1930, sez.6(902),14(840),14(841),33(102)) Qualsiasi negro, cinese, o qualsiasi persona avente 1/4 o più di sangue negro, cinese o kanaka (hawaiano), o più di 1/2 di sangue indiano
- South Carolina (Cost.art.III, sez.33;C.1922, Dr.L., sez.378;C.C., sez.5536) Un indiano o un negro o qualsiasi mulatto, meticcio o mezzo sangue
- South Dakota (Comp.L.1929, sez.128-30) Qualsiasi persona appartenente alla razza africana, coreana, malese o mongola
- Tennessee (Cost.art.XI, sez.14; Thomson, Shannon's C. 1917, sez.4186-87) Africani o discendenti di africani fino alla terza generazione compresa
- Texas (Baldwin, St. Completo 1925, C.C., sez.4607;P.C., sez.492-94) Negro o mongolo
- Utah (Comp., L.1927, sez.2967) Negro o mongolo
- Virginia (C.1930, sez.4540,4546,5087,5099a; Michie Code 1942, sez.5087) Persone di colore; aventi sangue non caucasico in misura superiore alla sedicesima parte
- West Virginia (Barnes, Ann.C.1923, Ch.64, sez.I; Ch.149, sez.8) Negro
- Wyoming (Comp.St.1920, sez.4972-73;R.S.1931, sez.68-118) Negri, mulatti, mongoli o malesi

Nonostante tali leggi contravvenissero palesemente alle disposizioni dell'articolo I, sezione 10, della Costituzione degli Stati Uniti d'America la Corte suprema degli Stati Uniti d'America non prese mai una decisione nei loro confronti.

## La questione razziale contemporanea
Sono oggi frequenti e numerosi gli episodi di razzismo e di discriminazione contro gli afroamericani, le cui condizioni per quanto riguarda l'accettazione sociale sono notevolmente migliorate rispetto a tempi più remoti, ma che economicamente continuano a soggiacere a maggiore povertà.
Il massiccio afflusso quotidiano di immigrati illegali dal confine con il Messico ha invece ingigantito le forme di ostilità razzista contro gli ispanici latino-americani.
A dimostrare quanto l'ideologia razzista abbia fatto presa anche a livello di cultura popolare statunitense, dove spesso ha sostituito il concetto di "classe sociale" nei conflitti sociali, resta ancora oggi una disponibilità da parte dei cittadini statunitensi a definirsi a vicenda o addirittura autodefinirsi in termini di "razza" o "etnicità". Un atteggiamento peraltro sanzionato dal Censimento degli Stati Uniti d'America il quale richiede espressamente ad ogni cittadino di definire la "razza o etnicità" a cui appartiene.
Fa eccezione la comunità latino-americana che, con i suoi tassi di meticciato relativamente elevati, dimostra di fare riferimento a un concetto di "razza" diverso da quelli prevalenti nella maggioranza "bianca" della popolazione statunitense.
Fino alla seconda parte del secolo XX si è avuta la divisione delle sacche di sangue destinate alle trasfusioni, in base alla razza del donatore, operata anche dalla Croce Rossa statunitense. Dal 2014 sembra si sia riaperta la questione razziale negli Stati Uniti, da quando alcuni agenti di polizia uccisero un ragazzo di colore disarmato. Proprio nel 2014 si susseguono in diversi momenti continui attacchi della polizia contro gente di colore disarmata, tanto da portare il presidente Obama ad alcune azioni risolutive contro la polizia americana. Uno degli omicidi più significativi è avvenuto proprio durante il giorno di Selma, il 7 marzo, quando un poliziotto spara e uccide un diciannovenne. Il giovane, identificato come Anthony "Tony" Robinson era disarmato, a rendere nota la notizia è stata la polizia locale, spiegando che il ragazzo era sospettato per una recente aggressione. Dopo il tragico episodio decine di persone sono scese in piazza nella città di Madison per manifestare contro la polizia. Una vicenda che rischia inasprire una situazione già difficile, riaccendendo le tensioni razziali nel Paese. L'ultimo omicidio è avvenuto in South Carolina, dove il 4 marzo un agente di polizia bianco apre il fuoco in pieno giorno in un parco pubblico uccidendo un afro-americano Walter L. Scott, di 50 anni. Il poliziotto Michael T. Slager, aveva dichiarato di aver temuto per la sua vita quando l'uomo, durante un diverbio per una violazione stradale sabato (la sua auto era stata fermata per un fanalino rotto) era riuscito a prendere il taser dell'agente. Ma un video mostra l'agente Slager che spara per otto volte contro l'uomo in fuga e disarmato. Le immagini erano state registrate con un telefonino da un passante, che le aveva poi fatte pervenire alla famiglia Scott. Il New York Times ha avuto accesso al video, pubblicandolo sul suo sito.
L'agente Slager è stato incriminato con l'accusa di omicidio di Stato.

### La classificazione dell'Istituto statistico
Il governo statunitense ha provveduto a dare una definizione di razza per il sistema di censimento della popolazione, in base al quale le persone vengono suddivise per "razza o etnicità". Per il censimento del 2000, le persone avevano la possibilità di autoidentificarsi nel gruppo razziale/etnico che sentivano più vicino. Gli ispanici, per esempio, rientravano come gruppo etnico anziché razziale per via della forte mescolanza all'interno delle loro comunità.
Le categorie definite dall'US Census non devono essere considerate presupposti per una diversificazione delle persone su base scientifica o antropologica, dal momento che si tratta di costrutti sociopolitici per meglio interpretare la situazione demografica. Le suddivisioni variano da un censimento all'altro, e oltre che tener conto del gruppo d'appartenenza vengono inclusi anche i dati riferiti al paese d'origine.